# Motocròs
El motocròs és una modalitat de motociclisme que consisteix a disputar curses de velocitat en un circuit de terreny accidentat a camp obert i en la qual diferents participants disputen una cursa amb l'objectiu d'arribar primer a la meta. Els obstacles són formats normalment per desnivells, rampes, camins empedregats, passos de riu, etc., i es procura que només una desena part del recorregut sigui transitable òptimament. Els pilots fan servir motocicletes especials, amb manillar alt, parafangs molt separats de les rodes i rodes amb tacs de goma per tal d'aconseguir més adherència al terreny.

## Història

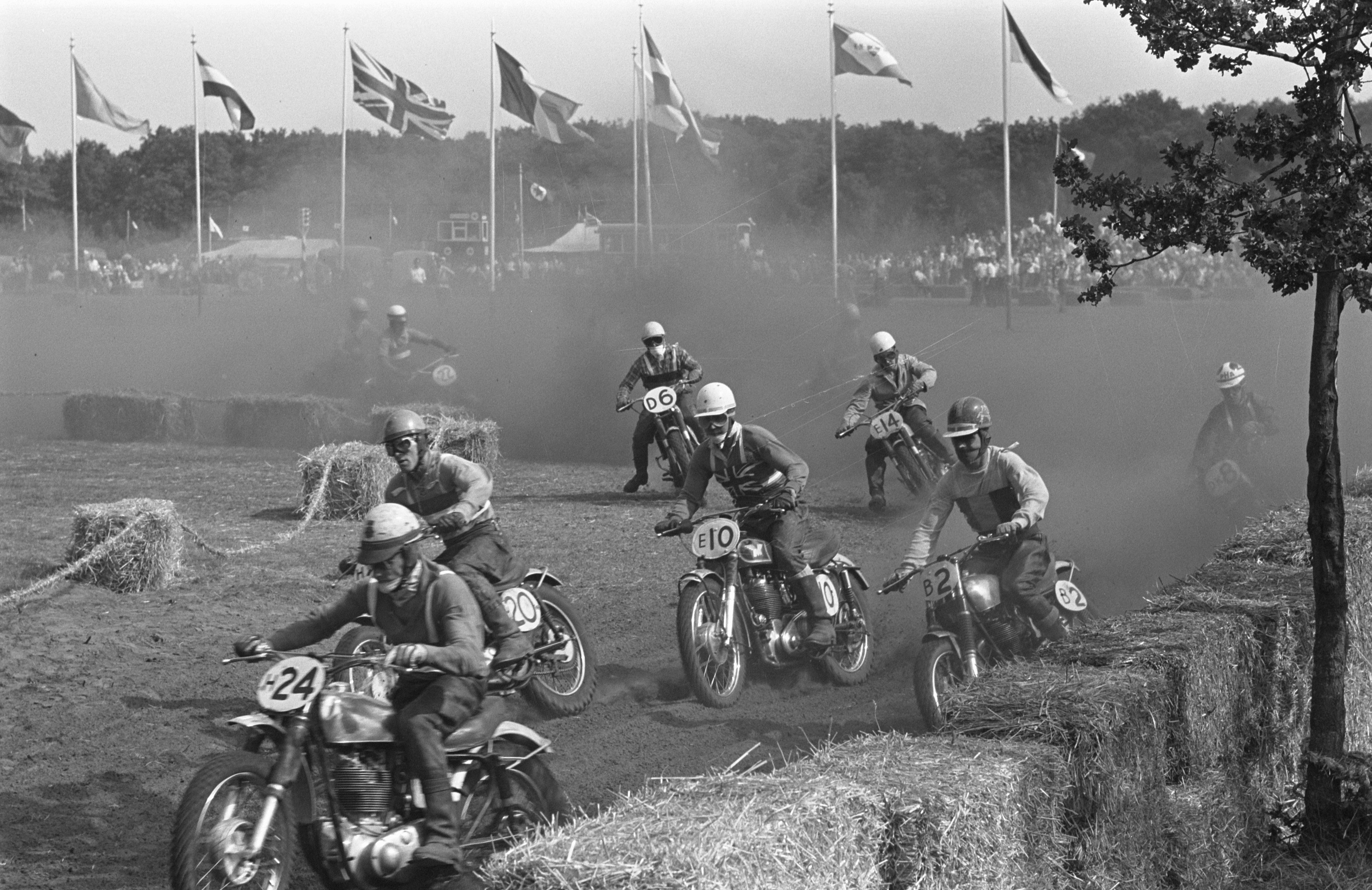
Cursa internacional de motocròs als Països Baixos, l'estiu de 1959

La manca de recerca històrica envers aquest esport no permet indicar un lloc i data d'aparició concreta; els historiadors i estudiosos del motociclisme tendeixen a assumir, a causa de la denominació Motocròs, que l'esport s'originà en territori francès, però tot sembla indicar que el seu origen fou anglès: fruit de l'evolució del Scott Trial, el 1924 s'organitzà la primera cursa d'allò que acabaria esdevenint motocròs a la població de Camberley (comtat de Surrey), la «Southern Scott Scramble», nascuda fruit de la rivalitat entre els pilots anglesos. Es tractà d'una cursa camp a través de 2,5 milles on l'únic factor que es tindria en compte seria la velocitat (no l'habilitat, com al trial). Aquesta nova versió s'anomenà scramble.
L'historiador Bryan Stealey ha escrit a Racer X Illustrated: «L'Scrambling va ser ràpidament reconegut com el pròxim gran repte en ambdós costats del Canal de la Mànega. Els francesos van adoptar la nova forma de motociclisme i li varen donar un lleuger canvi d'imatge: l'escurçament de les pistes i l'addició de voltes i un seguit d'obstacle artificials (com ara salts i altres). També li varen canviar el nom a 'Moto-Cross' - una combinació de "moto" i "cross-country"».

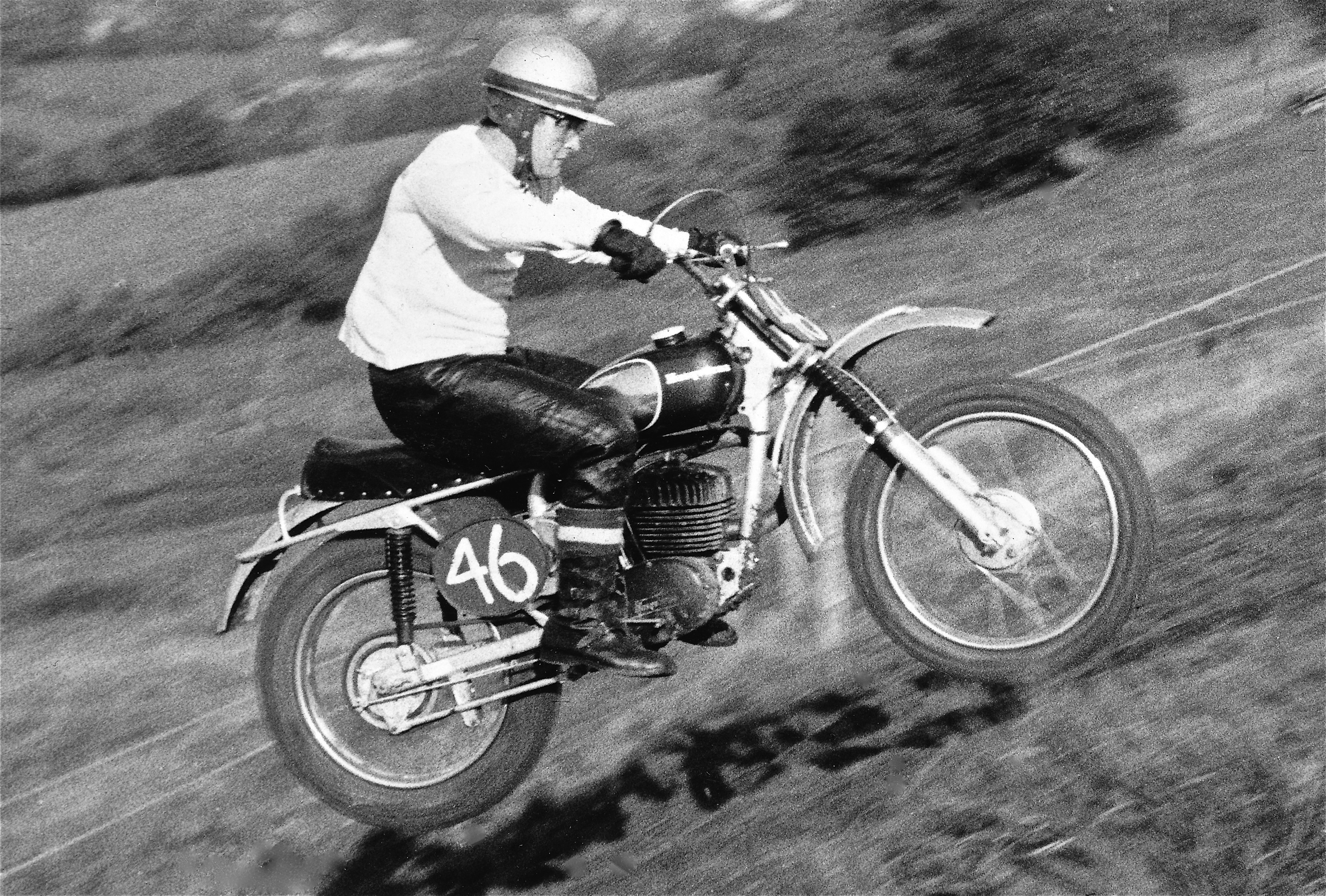
Bryan Goss amb la Husqvarna en una cursa a Anglaterra el 1965

Durant la dècada de 1930 l'esport adquirí gran popularitat a Anglaterra. Els fabricants anglesos, com ara BSA (Birmingham Small Arms Company), Norton, Matchless, New Imperial, Rudge i AJS hi esmerçaren molts esforços, essent BSA la marca que aconseguí més èxits. La dècada de 1930 és considerada l'època d'or del motocròs a Anglaterra.
Inicialment, les motocicletes emprades diferien molt poc de les de carretera. L'activitat competitiva facilità la incorporació de millores tècniques: els xassissos rígids varen donar lloc a la suspensió en la dècada de 1930, i la forquilla basculant posterior s'incorporà durant la dècada de 1950 (força anys abans que fos incorporada en la majoria de motos de carretera).
Després de l'aturada que suposà la Segona Guerra Mundial, el motocròs seguí augmentant la seva popularitat. Durant la dècada de 1940, la competició fou dominada per la companyia anglesa BSA (la qual es convertí en el principal fabricant mundial de motocicletes) i els seus pilots.
El 1947, la federació nacional de motociclisme dels Països Baixos decidí d'organitzar una competició per als diferents equips nacionals. Només tres països varen participar-hi: Holanda, Bèlgica i el Regne Unit (que en resultà guanyador tot superant els pilots belgues per tan sols nou segons). Aquest va ser el començament del Motocròs de les Nacions. La popularitat del motocròs es demostra clarament en la seva segona edició a La Fraineuse (Bèlgica), on 30.000 espectadors van assistir a veure les estrelles internacionals.

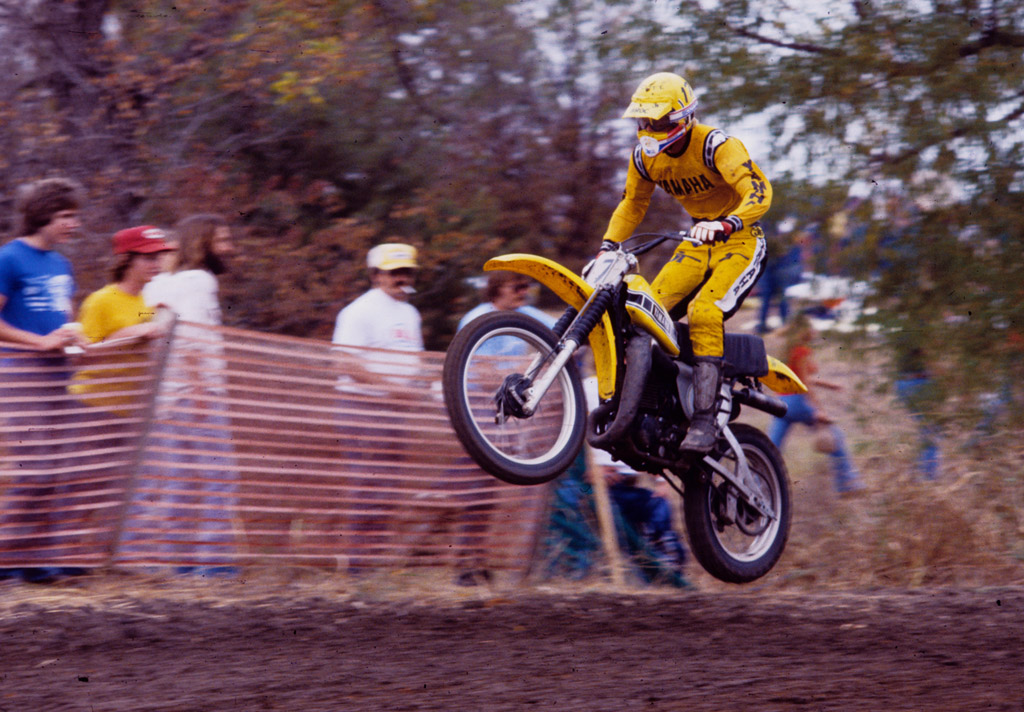
Broc Glover durant la Trans-AMA de 1977

El 1952, la FIM organitzà el primer campionat Europeu, el qual es convertiria en Campionat mundial el 1957. Noves marques s'incorporarien a la competició, com ara les europees Husqvarna (Suècia), ČZ (Txecoslovàquia) o Greeves (Regne Unit). Els motors de dos temps desplaçarien la tecnologia dels quatre temps durant la dècada de 1960, al final de la qual les marques japoneses, encapçalades per Suzuki, començaren a competir a nivell internacional. Paral·lelament al que s'esdevenia a Europa, al continent americà el motocròs també gaudia de gran popularitat: l'any 1972 al Los Angeles Memorial Coliseum (Los Angeles, Estats Units d'Amèrica) s'organitzà el primer motocròs en un estadi, originant-se així el supercross.
El domini de pilots europeus deixà pas, a inici de la dècada de 1980, al domini de pilots nord-americans. Cap a final del segle XX els fabricants tornaren a la tecnologia de quatre temps i, així mateix, el domini de les darreres dècades protagonitzat pels fabricants japonesos es veié posat en dubte pel ressorgiment de marques europees, com ara Husqvarna, Husaberg i KTM.
Darrerament l'esport del motocròs ha evolucionat fins a donar pas a diferents subdisciplines, com ara les competicions d'estadi (Supercròs), el Motocròs Freestyle (FMX) -en els quals els pilots són jutjats pels seus salts i habilitats acrobàtiques aèries- o el Supermoto, on es combina el fora d'asfalt amb l'asfalt. Cal esmentar també el sidecarcross, modalitat caracteritzada per l'ús de sidecar que gaudeix de força acceptació a diversos països europeus.

## Els Circuits

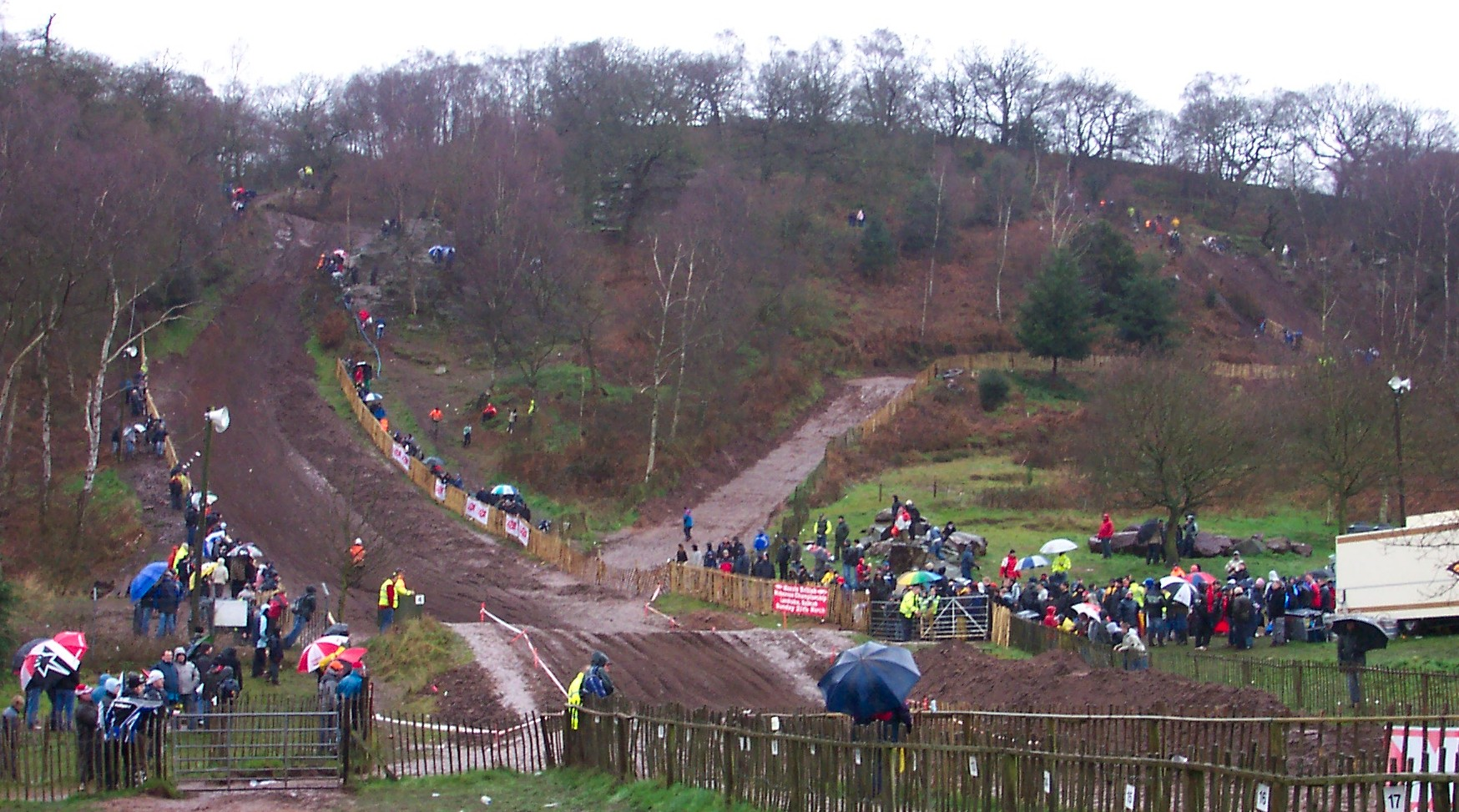
Circuit de Hawkstone, Anglaterra

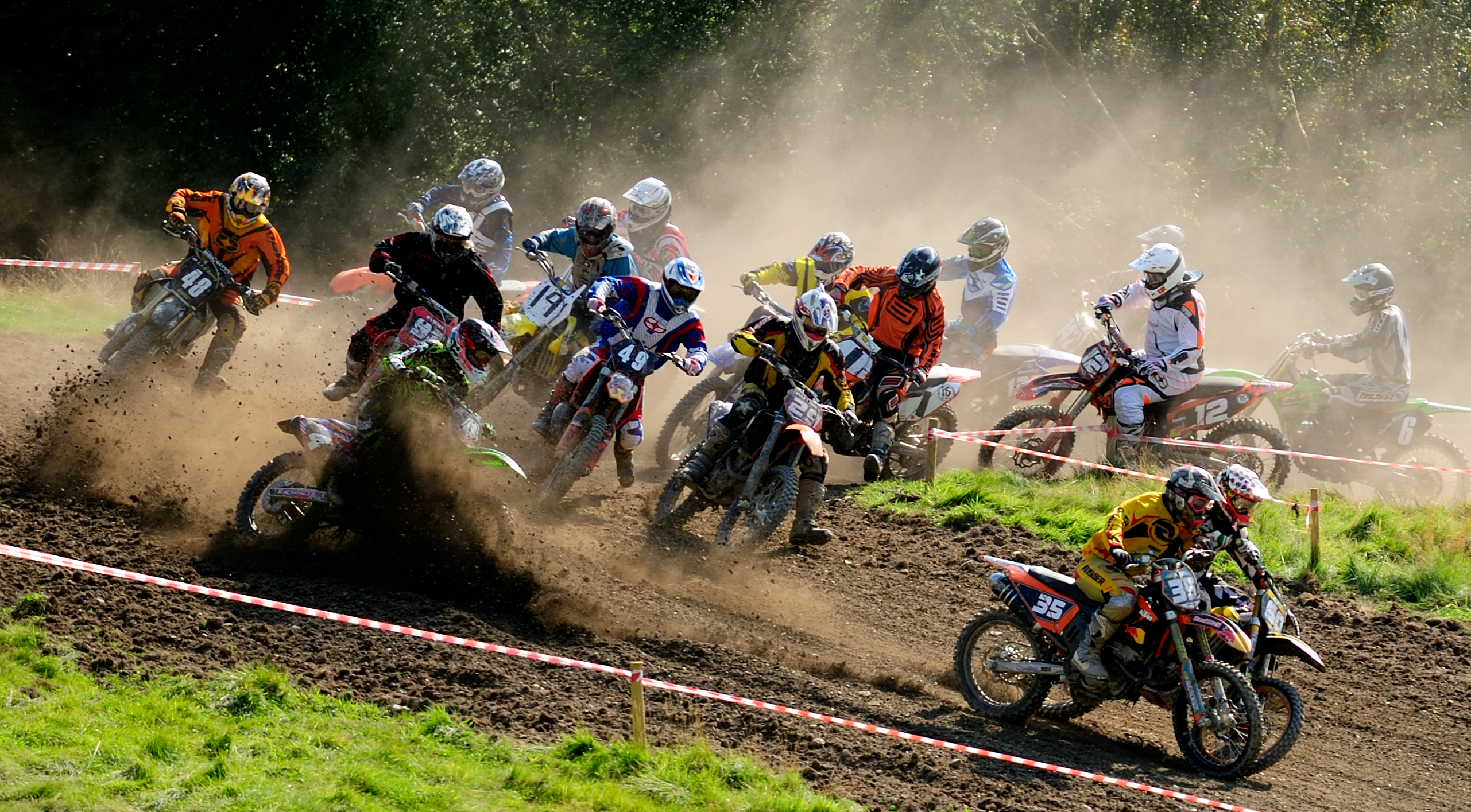
Cursa de motocròs a Tankersley (Anglaterra) el 2008

### Característiques principals
El reglament de la Federació Internacional de Motociclisme (FIM) especifica, i detalla, les característiques dels circuits.
Quant a la pista on transcorre la cursa indica: Els materials utilitzats en el curs han de ser naturals (sorra, brutícia, etc.). La composició i la preparació de la superfície del recorregut ha d'ésser capaç de retenir l'aigua, per tal de facilitat el manteniment i atorgar una bona tracció. El curs no ha de creuar un tram d'aigües profundes i no ha de ser molt rocosa o pedregosa (i parant especial atenció a l'eliminació de pedres). L'ús de formigó o superfícies pavimentades en el recorregut està prohibit. La longitud del recorregut oscil·la entre els 1.600 i 4.800 metres, existint un límit màxim de 1.750 m per a determinades categories. Quant a l'amplada d'aquest es marca un mínim de 5 metres (tot recomanant 8 metres d'amplada).

#### La graella de sortida
La graella de sortida ha de tenir una barra transversal d'un mínim de 50 cm d'alt, que cau al senyal de sortida. L'amplada de la graella ha de permetre sortir un mínim de 30 pilots individuals o 15 sidecars, l'un al costat de l'altre (les motos ocupen aproximadament un metre d'ample, mentre que els sidecars n'ocupen dos). A la graella, els pilots es col·loquen a lloc amb el motor en marxa i, quan correspon, l'oficial aixeca el cartell indicant que falten 15 segons per a la sortida, i després un altre indicant que en falten 5. Les sortides nul·les s'assenyalen amb un llum vermell.

### Circuits destacats
Entre els circuits de motocròs internacionals més famosos hi destaquen els de Namur (Bèlgica) -seu durant decennis del Gran Premi de Bèlgica de 500cc-, Sint Anthonis (Països Baixos) -on durant anys se celebrà el Motocross der Azen-, Farleigh Castle i Hawkstone Park (Regne Unit), Wohlen (Suïssa), Ettelbruck (Luxemburg), Carlsbad i Unadilla (EUA), Gaildorf (Alemanya), Imola i Maggiora (Itàlia) i Bellpuig (Catalunya, on durant anys hi hagué també el Circuit del Vallès per als GP de 250 cc i el de Montgai per als de 125 cc).

## Les motocicletes

### Característiques dels vehicles

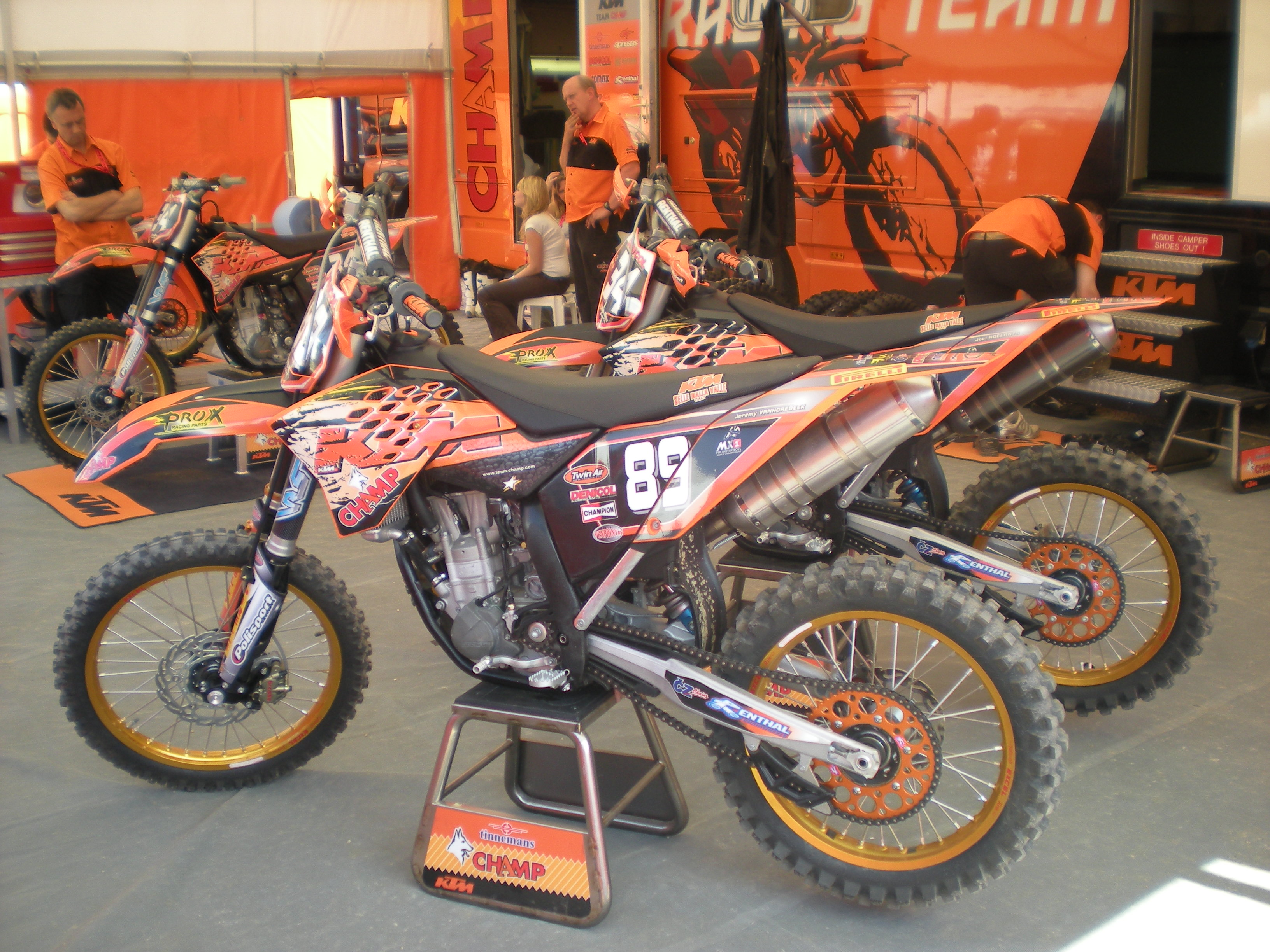
Les KTM austríaques

El reglament de la Federació Internacional de Motociclisme (FIM) especifica, i detalla, les característiques dels vehicles.
En la introducció d'aquest s'especifica una definició de motocicleta: «El Terme motocicleta s'aplica a tots els vehicles de, en principi, menys de quatre rodes, propulsats per un motor i dissenyats essencialment per al transport d'una o més persones de les quals un és el conductor del vehicle. Les rodes han de, normalment, mantenir contacte amb el terra, excepte momentàniament o en determinades circumstàncies excepcionals. A més, per tal de travessar certes superfícies d'una o totes les rodes poden ser substituïdes per esquís, rodets o cadenes.». Partint d'aquesta definició la FIM divideix les motocicletes en diferents grups: 
- Categoria I : motocicletes propulsades per una roda 
  - Grup A1 - (Només Motos) Vehicles de dues rodes que marquen tan sols una traça (o pista) sobre el terreny.
  - Grup B1 - Vehicles de tres rodes, que marquen dues pistes sobre el terreny, que consisteix en una la fabricació d'una motocicleta d'una pista i un sidecar per a un passatger.
  - Grup B2 - Vehicles de tres rodes, marcant dues o tres pistes a terra, amb un sidecar fixat de manera permanent, formant una unitat integral completa. Si es fan tres pistes, el centre de la línia de les dues empremtes de les rodes no ha de ser superior a 75 mm de separació.
- Categoria II : Vehicles especials propulsats per una o més rodes no inclosos en la categoria I 
  - Grup C - motocicletes amb dues rodes de tracció
  - Grup D - Vehicles de tres rodes impulsats per dues d'elles
  - Grup E - Motos de neu
  - Grup F - Sprinters i Dragsters

Així mateix es defineix una Tercera categoria que inclou els vehicles elèctrics.
Cada categoria és subdividida en diferents categories atenent principalment al cubicatge i el cicle dels motors de propulsió.

### Principals fabricants
Algunes de les principals empreses que fabriquen o han fabricat motocicletes de motocròs:
| País       | Empreses fabricants          | Empreses que ja no en fabriquen                           |
| ---------- | ---------------------------- | --------------------------------------------------------- |
| Bèlgica    | -                            | FN                                                        |
| Regne Unit | -                            | Triumph, Norton, Ariel, BSA, AJS, Matchless, Greeves, CCM |
| Alemanya   | -                            | Maico, Zündapp                                            |
| Txèquia    | -                            | ČZ, Jawa                                                  |
| Itàlia     | Cagiva                       | Ancillotti, SWM, Gilera, Beta                             |
| Catalunya  | Gas Gas                      | Bultaco, Montesa, OSSA, Derbi                             |
| Àustria    | KTM                          | Puch                                                      |
| Suècia     | Husqvarna Husaberg           | Lito, Hedlund, Monark                                     |
| Japó       | Honda Kawasaki Suzuki Yamaha | Hodaka                                                    |

### Galeria d'imatges de models

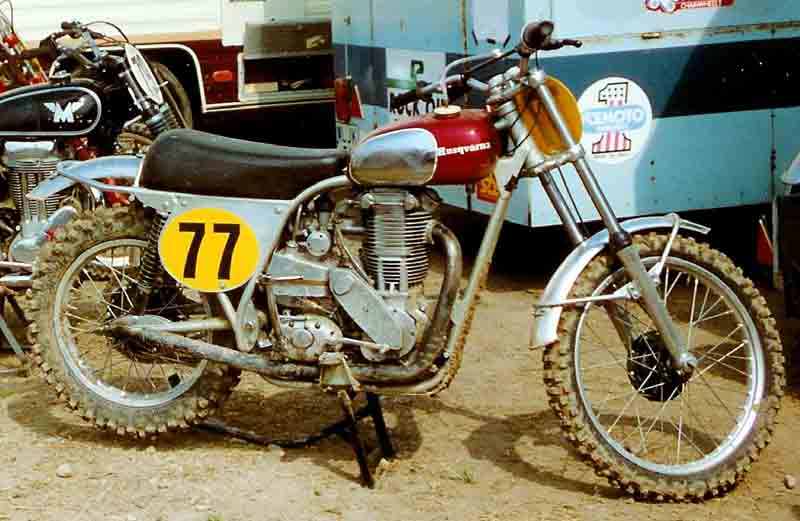
Husqvarna 500 (anys 60)
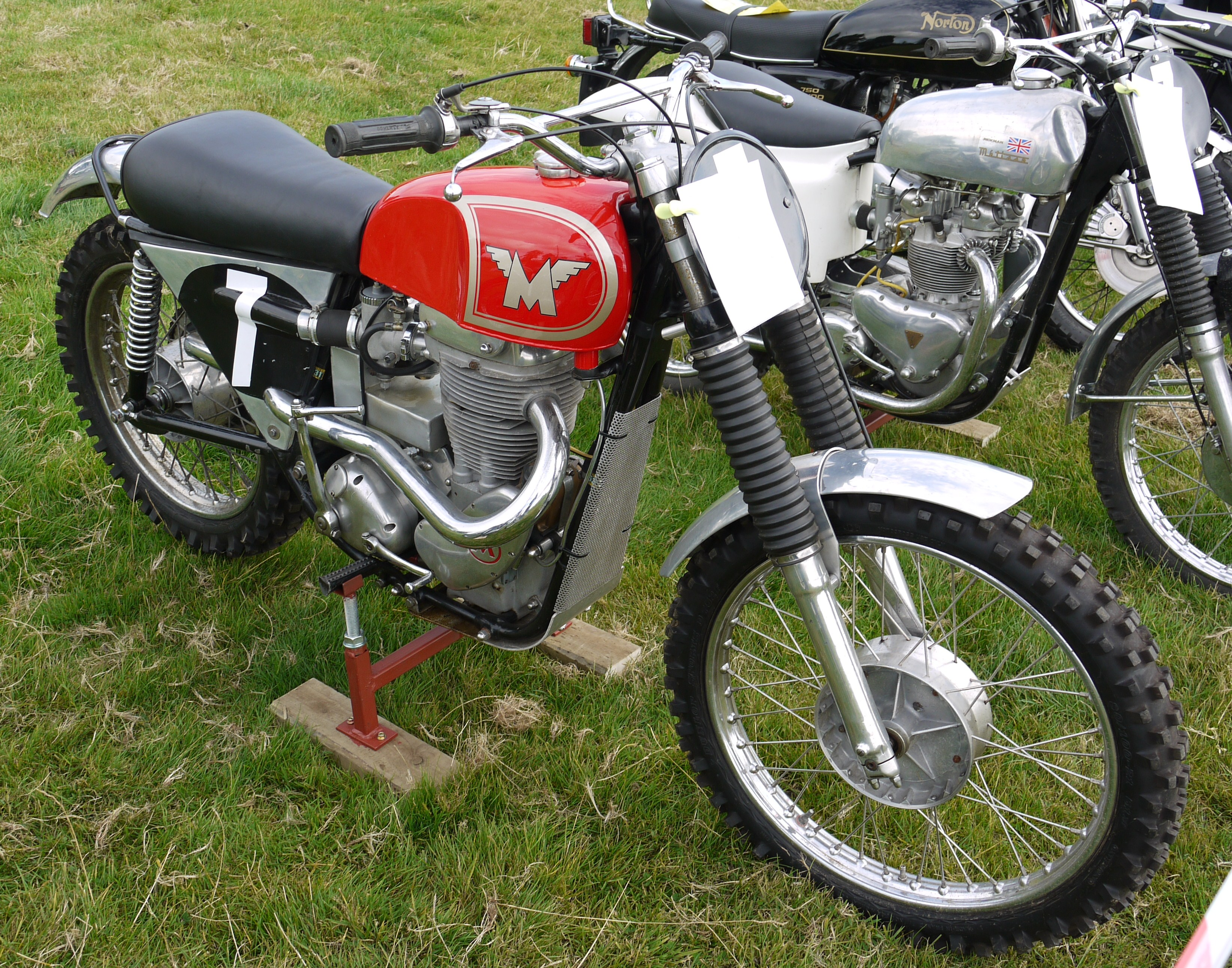
Matchless dels anys 60
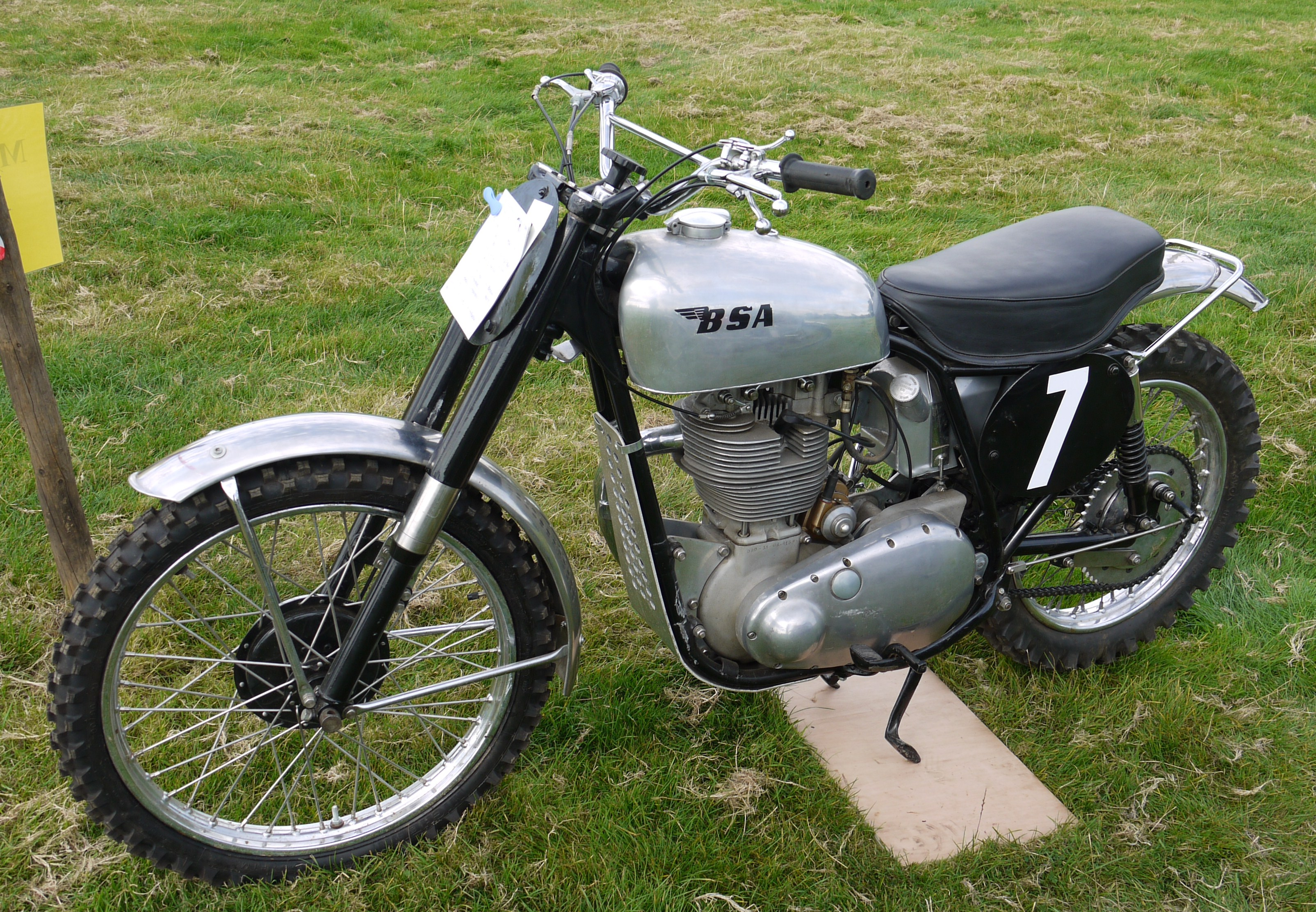
BSA de mitjan anys 60
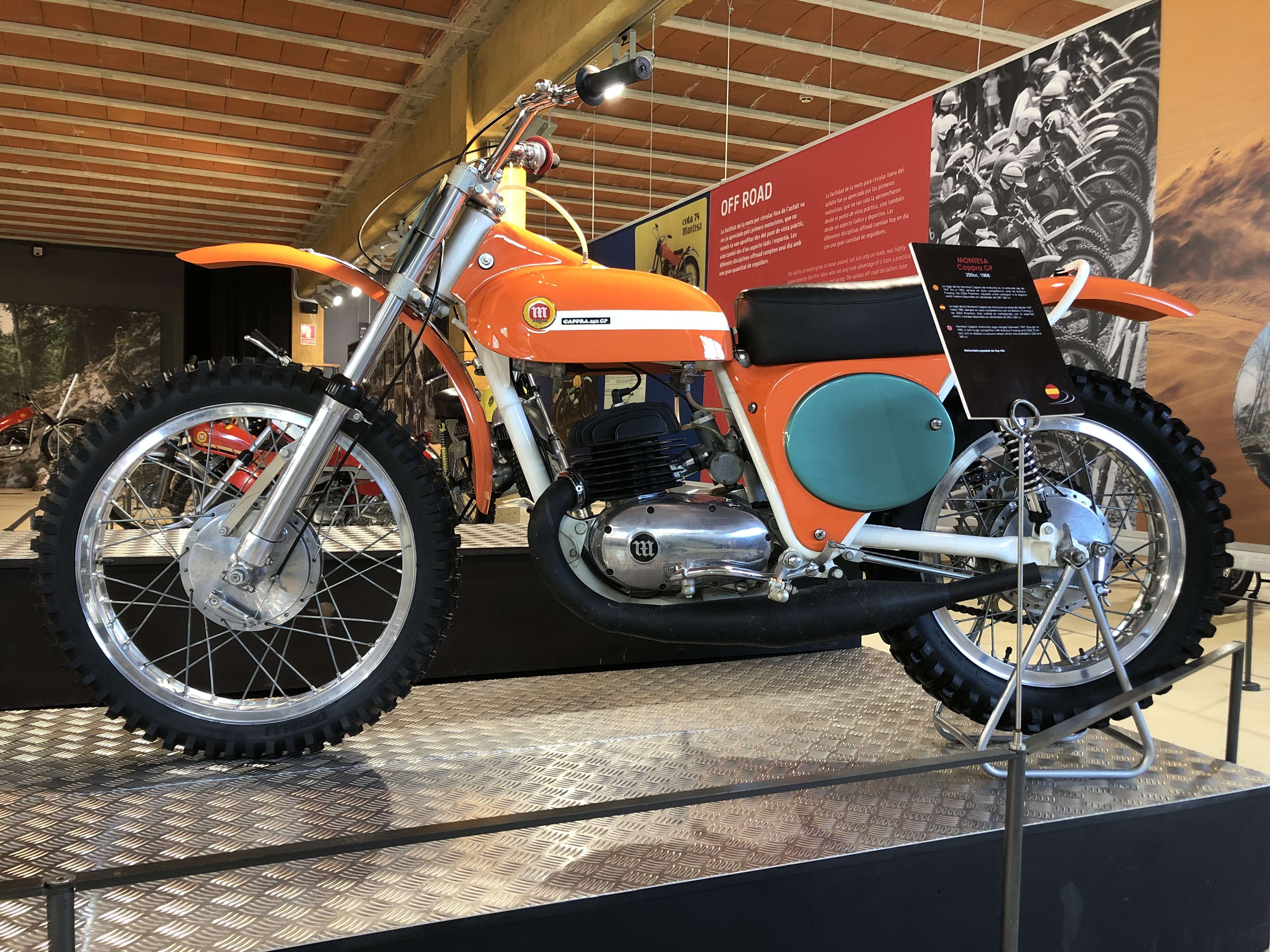
Montesa Cappra (1968)
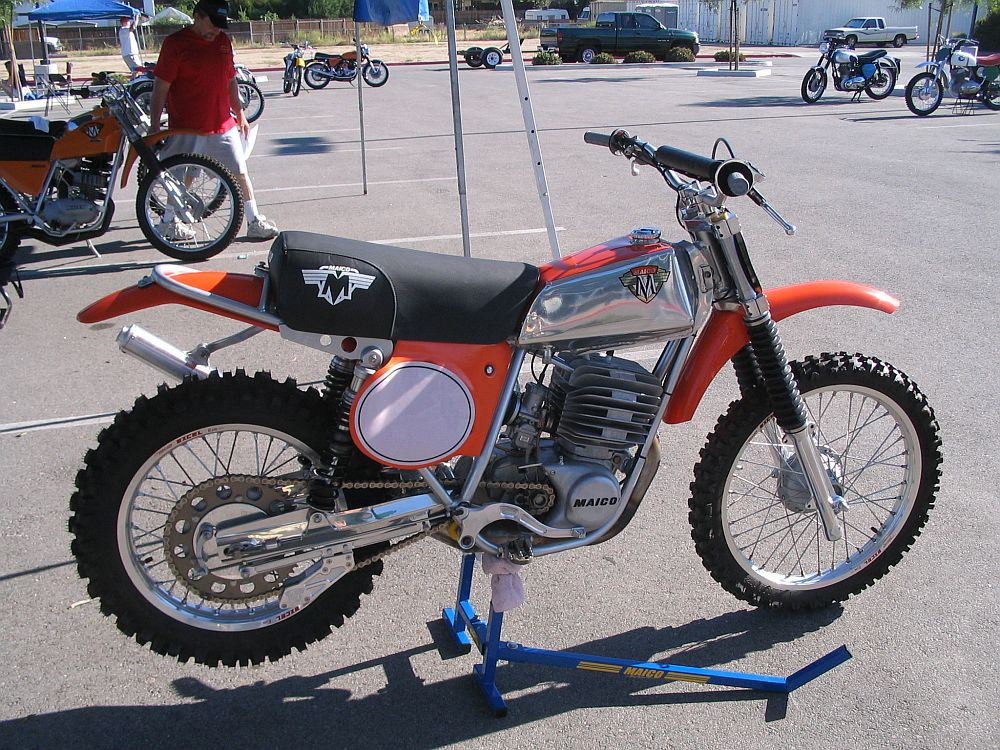
Maico 400 GP (1974)

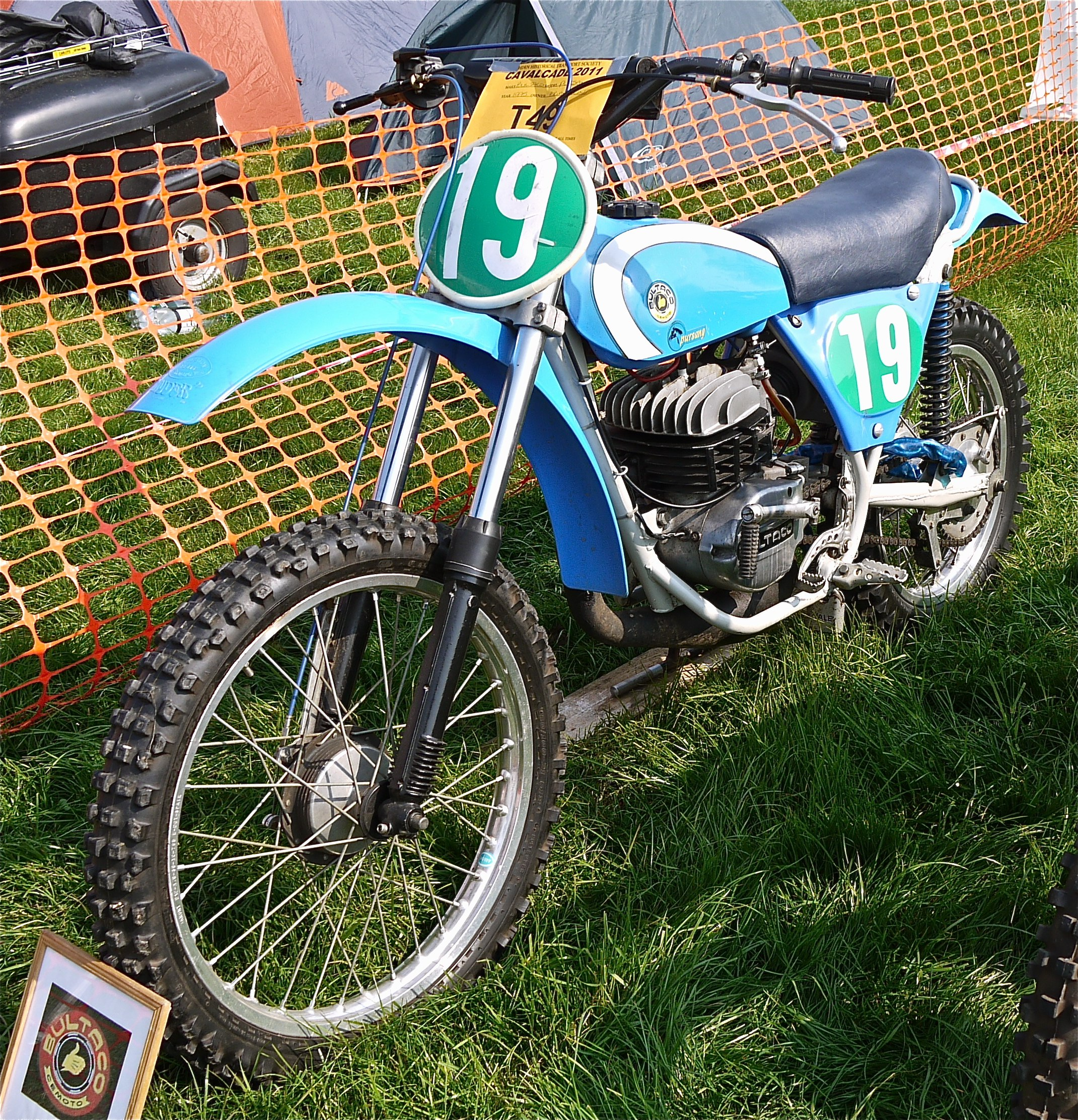
Bultaco Pursang (1975)
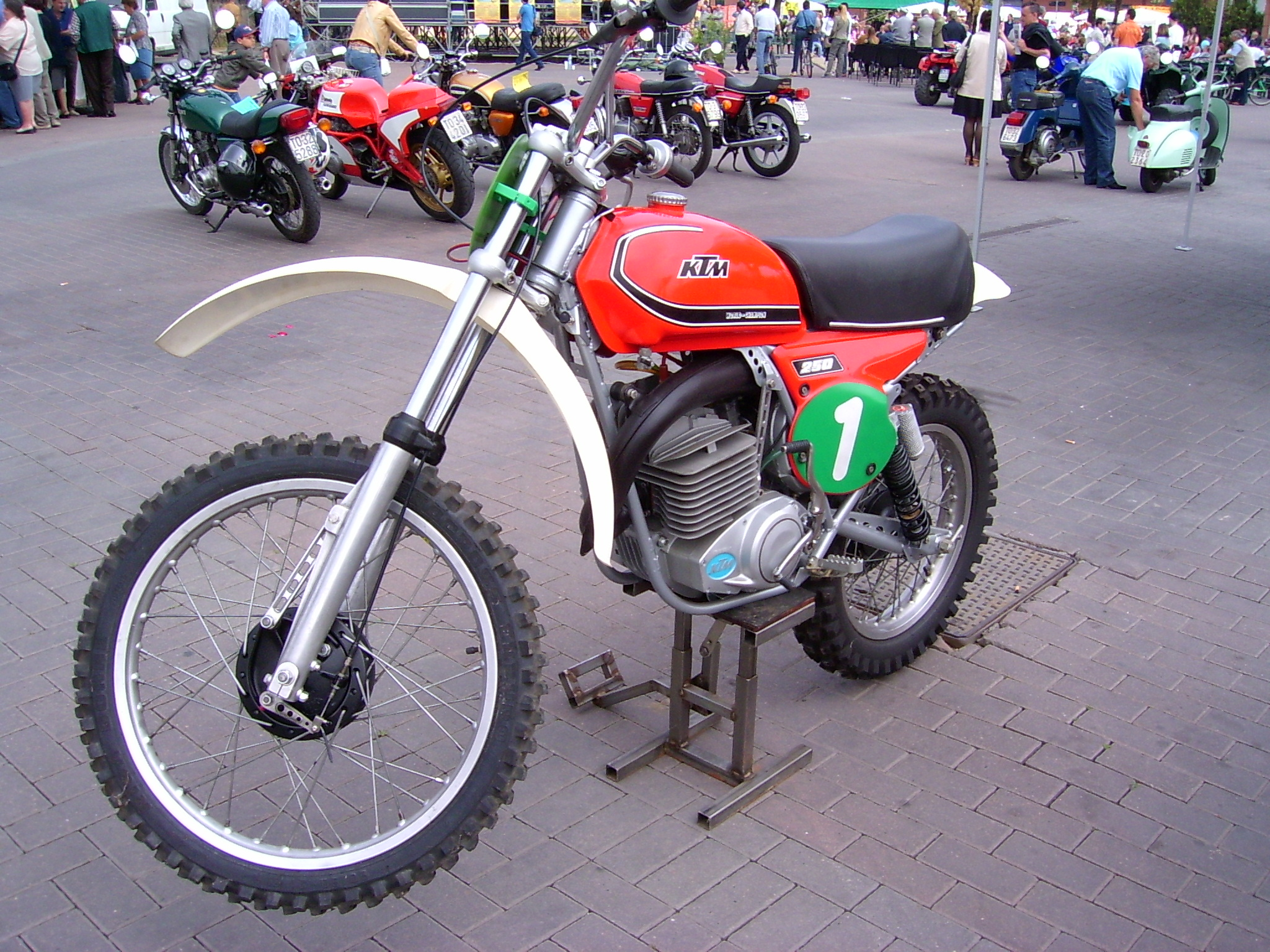
KTM 250 cc (1977)
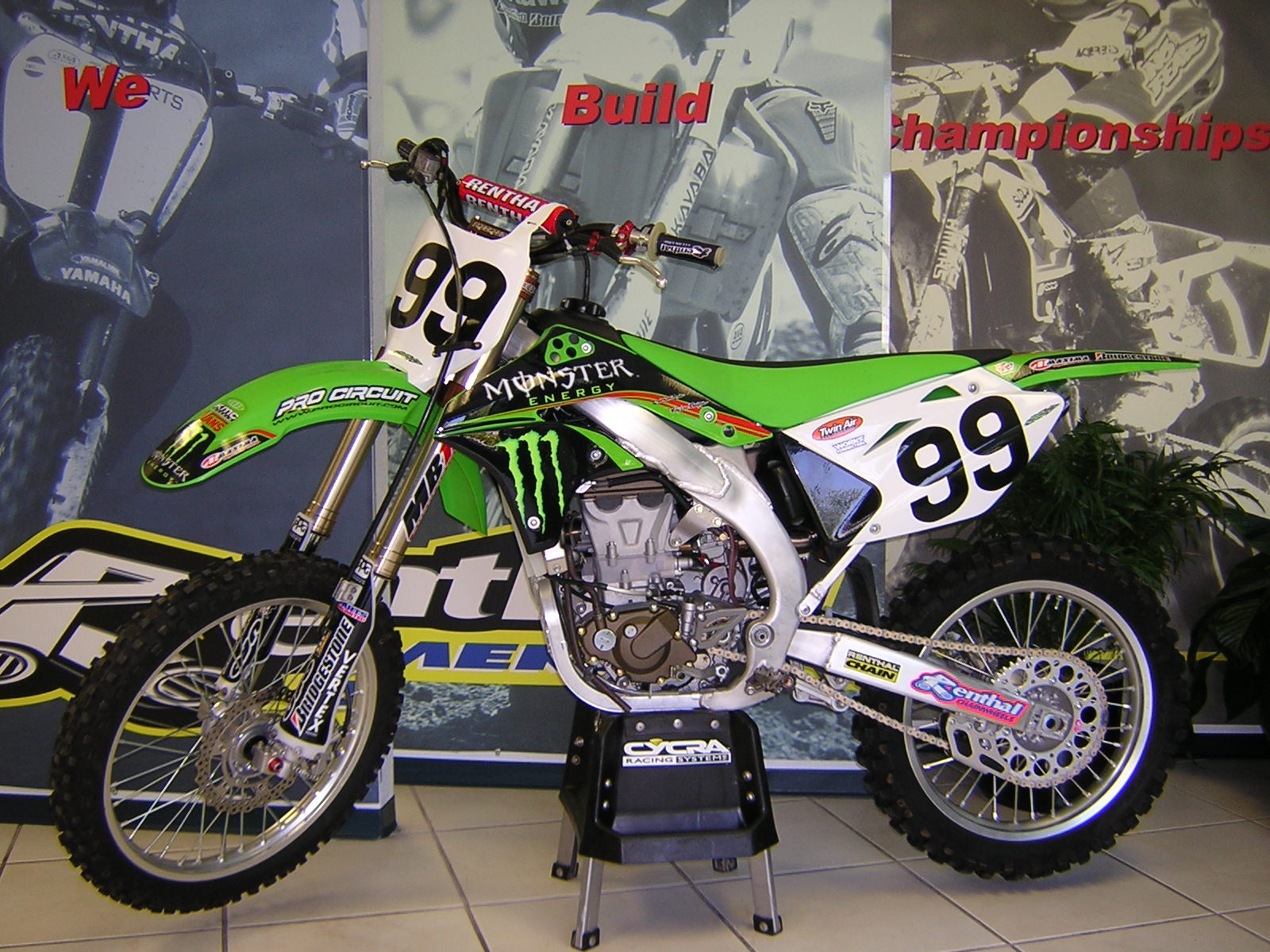
Kawasaki KX 450 (2006)
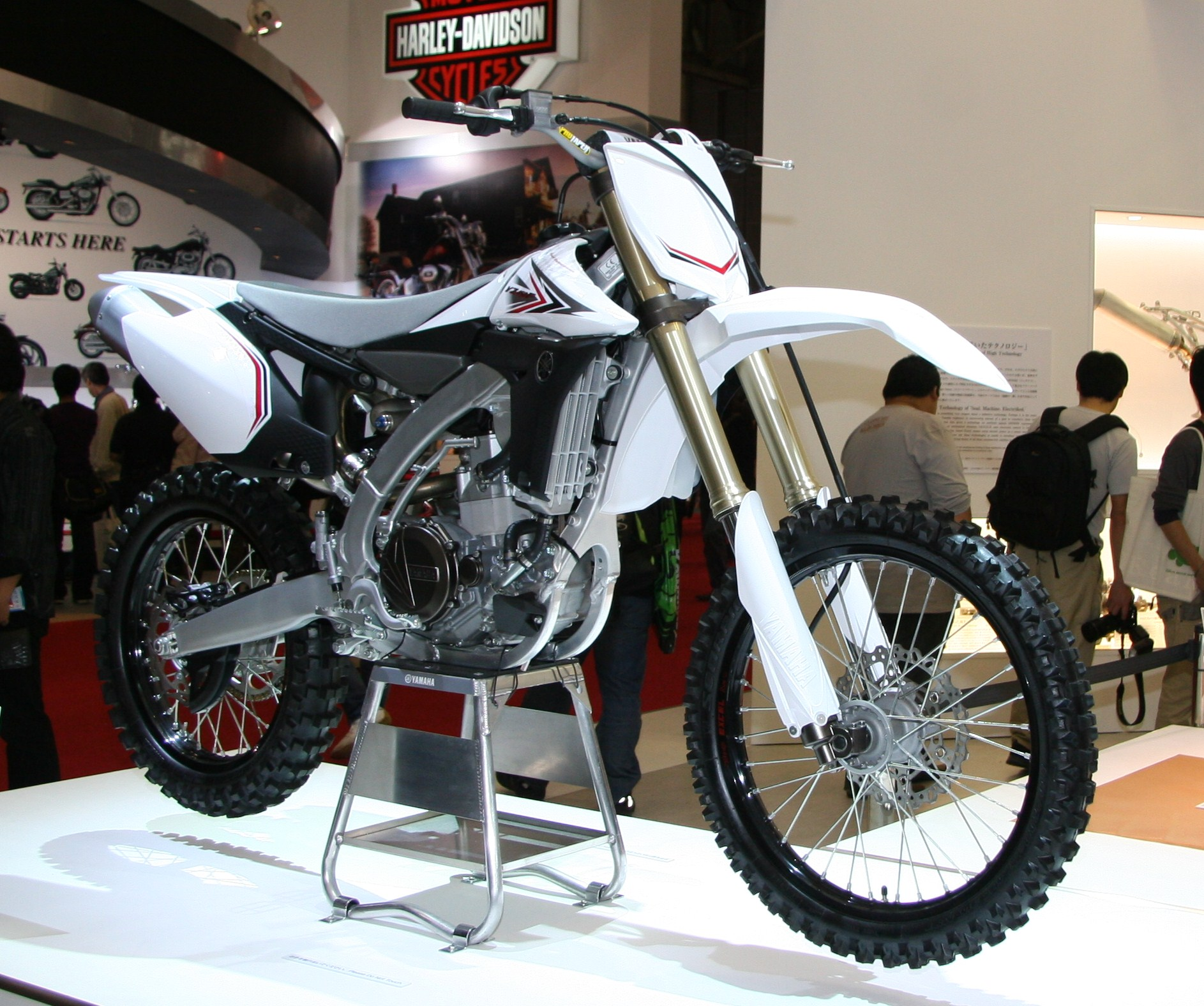
Yamaha YZ 450 (2009)
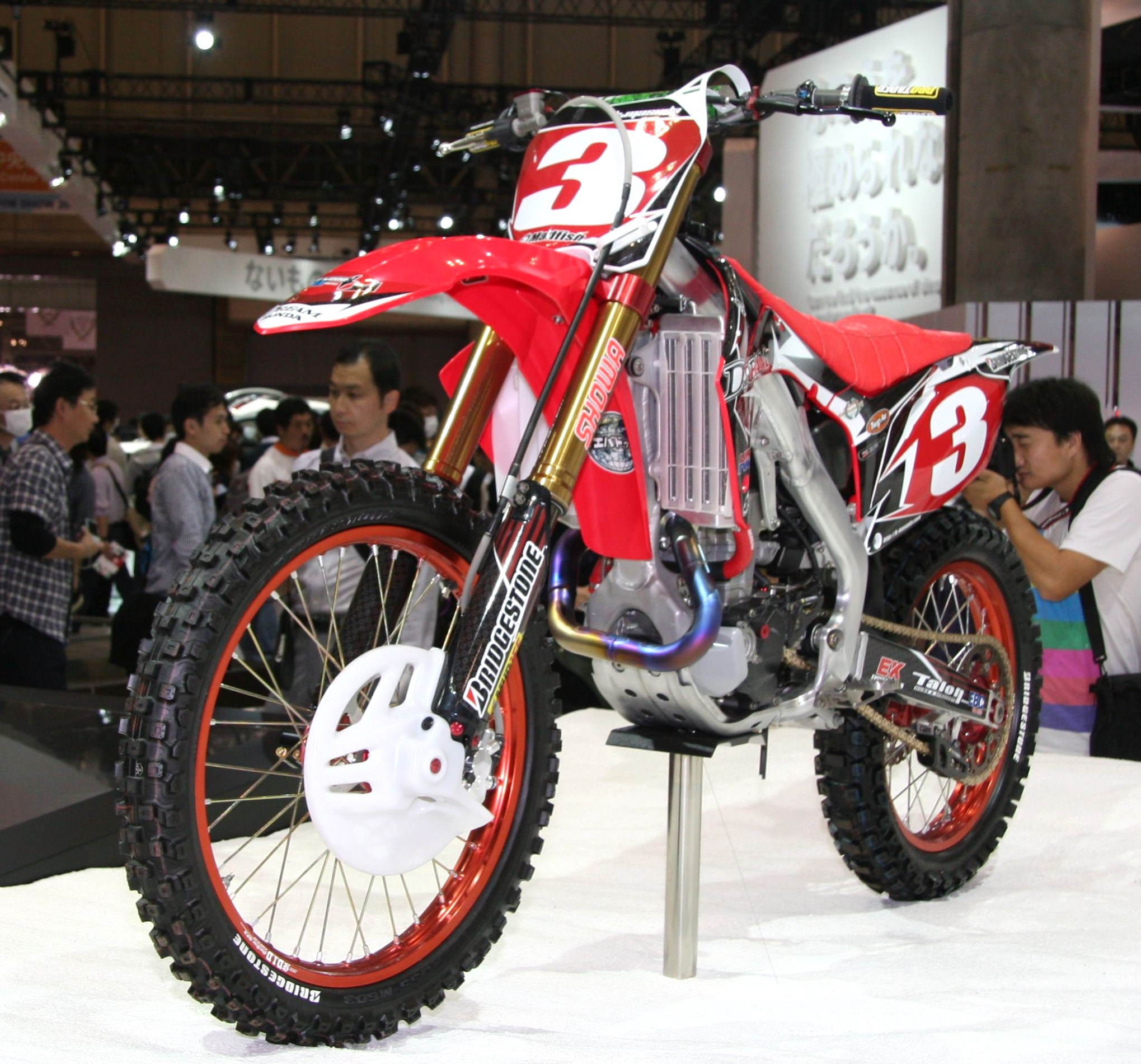
Honda CRF 450 (2009)

## Equipament dels pilots
L'equipament dels pilots és essencial per garantir la seguretat d'aquests. El reglament de la Federació Internacional de Motociclisme (FIM) especifica, i detalla, les característiques principals d'aquest.
El conductor, i el passatger si s'escau, ha de portar pantalons i guants d'un material resistent de qualitats, com a mínim, equivalents a peces confeccionades en pell de vaca d'1,5 cm de gruix.
Els pilots han de dur botes de cuir, o un material equivalent, amb una alçada de fins a sota genoll. Per tal de prevenir les abrasions, en cas d'accident, els braços dels pilots i passatgers
han de ser totalment coberts per una peça de protecció d'un material adequat. És obligatori per a tots els participants que han pres part en els entrenaments i les carreres portar un casc de protecció. El casc ha d'estar ben subjectat i en bones condicions i ha de tenir sistema de retenció de tipus "corretja de barbeta ". L'ús d'ulleres protectores és permès. A la pràctica tots aquests elements són emprats junt amb altres:
- Botes, proporcionen una protecció essencial contra pedres "llançades" per altres participants o caigudes.
- Genolleres, solen ser integrades en els pantalons i tenen per funció evitar lesions en la zona
- Faixa, normalment els pilots s'equipen amb una faixa per tal de protegir els ronyons i la zona lumbar dels sotracs a què sotmeten el seu cos. La zona de l'esquena d'aquesta faixa sol ser rígida per tal de mirar de mantenir l'esquena en una posició correcta.
- Cuirassa, protegeix la part superior del cos (pit, esquena, espatlles i colzes).
- Casc, és essencial per a aquest tipus de pràctiques, de vegades incorporen un coll ortopèdic, o un tros d'escuma, per tal d'evitar la fractura de les vèrtebres durant una caiguda. El casc té una forma diferent d'un casc de carretera: el mentó és més prominent i l'absència de la cimera requereix ulleres o màscara adequada.

## Esports derivats
El motocròs ha originat diverses modalitats esportives, practicades tant amb motocicleta com amb altres mitjans de transport. En destaquen aquestes:
- Amb motocicleta:
  - Sidecarcross. Difereix del motocròs pel fet que les motocicletes que s'hi fan servir han de dur incorporat un sidecar, essent, doncs, un esport que es practica en parella (conductor i passatger).
  - Supercross. La diferència amb el motocròs és que en aquesta modalitat els circuits són artificials, instal·lats en recintes indoor -tancats-, ja sigui sota sostre (en un pavelló poliesportiu, per exemple) o a l'aire lliure (sovint, al mig d'un autòdrom).
  - Freestyle Motocross, esport extrem de risc consistent a fer tota mena d'acrobàcies a l'aire mentre se salta amb una motocicleta de motocròs.
  - Supermotard o Supermoto, espècie de barreja entre el motocròs i l'asfalt. Les motocicletes són de motocròs però amb diverses modificacions, especialment pel que fa a les rodes.
  - Curses de platja. Són molt populars als Països Baixos, Bèlgica i nord de França, i consisteixen en curses de motocròs per platges amb molta sorra i dunes. El paradigma n'és l'Enduro de Le Touquet.
- Amb altres mitjans:
  - BMX, curses anàlogues a les de motocròs, amb bicicleta.
  - Autocròs, curses anàlogues a les de motocròs, amb automòbil.
  - Snocross o Snowcross, curses similars a les de motocròs, amb motos de neu.
  - Es fan també curses similars al motocròs amb quads.
  - Hi ha també espectacles similars als de Freestyle Motocross realitzats amb bicicletes i amb motos de neu.

## Competicions

### Campionat del Món FIM

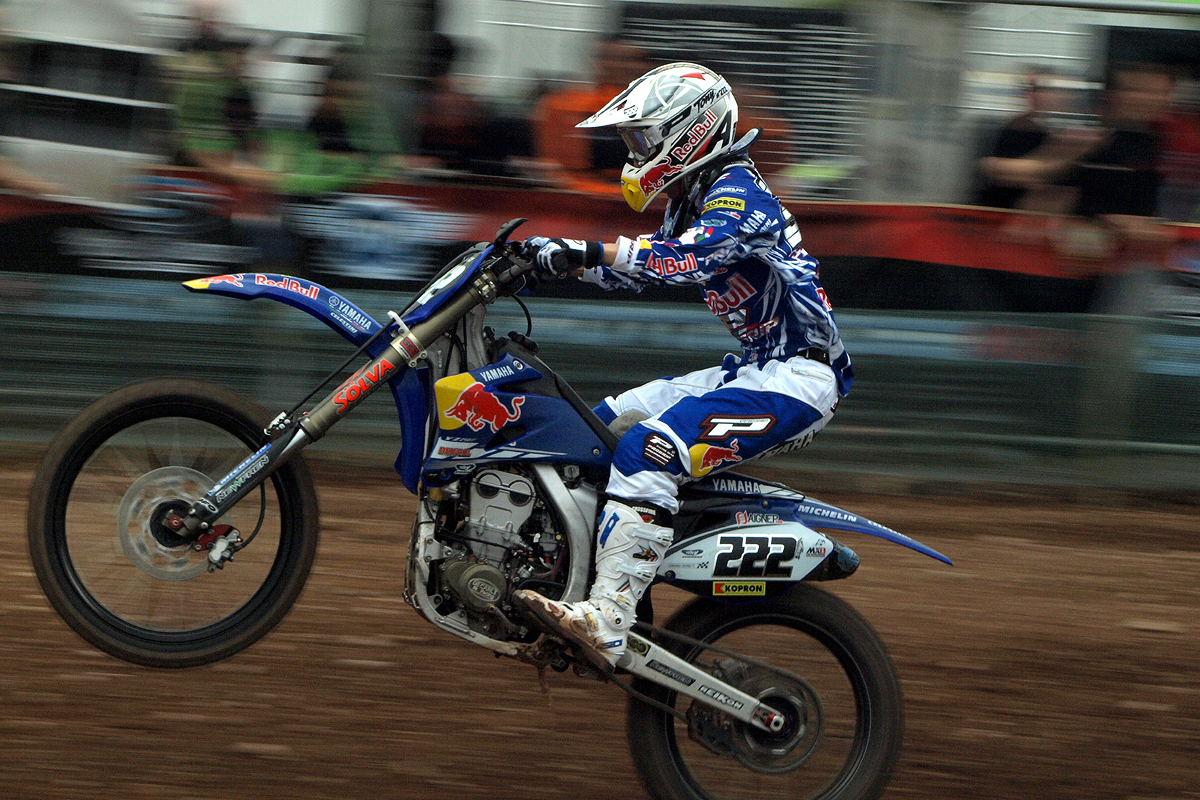
Antonio Cairoli al GP de Gran Bretanya del 2008

La Federació Internacional de Motociclisme organitza anualment el Campionat del Món de motocròs. Les curses es realitzen en diferents circuits d'arreu del món (tot i que gran part d'aquests estan situats a Europa), entre ells el Circuit de Bellpuig on se celebra el Gran Premi de Catalunya.
Cada Gran Premi es disputa durant dues jornades (cap de setmana) i es realitzen dues curses, cada una de les quals és comptabilitzada per a la classificació del campionat. El vencedor del Gran Premi és el pilot que aconsegueix millor puntuació en les dues curses i en cas d'empat la puntuació de la segona cursa decideix el guanyador.
Cada cursa té una durada fixa de 35 minuts més dues voltes, que sol correspondre a una mitjana de 16 voltes.

#### Història

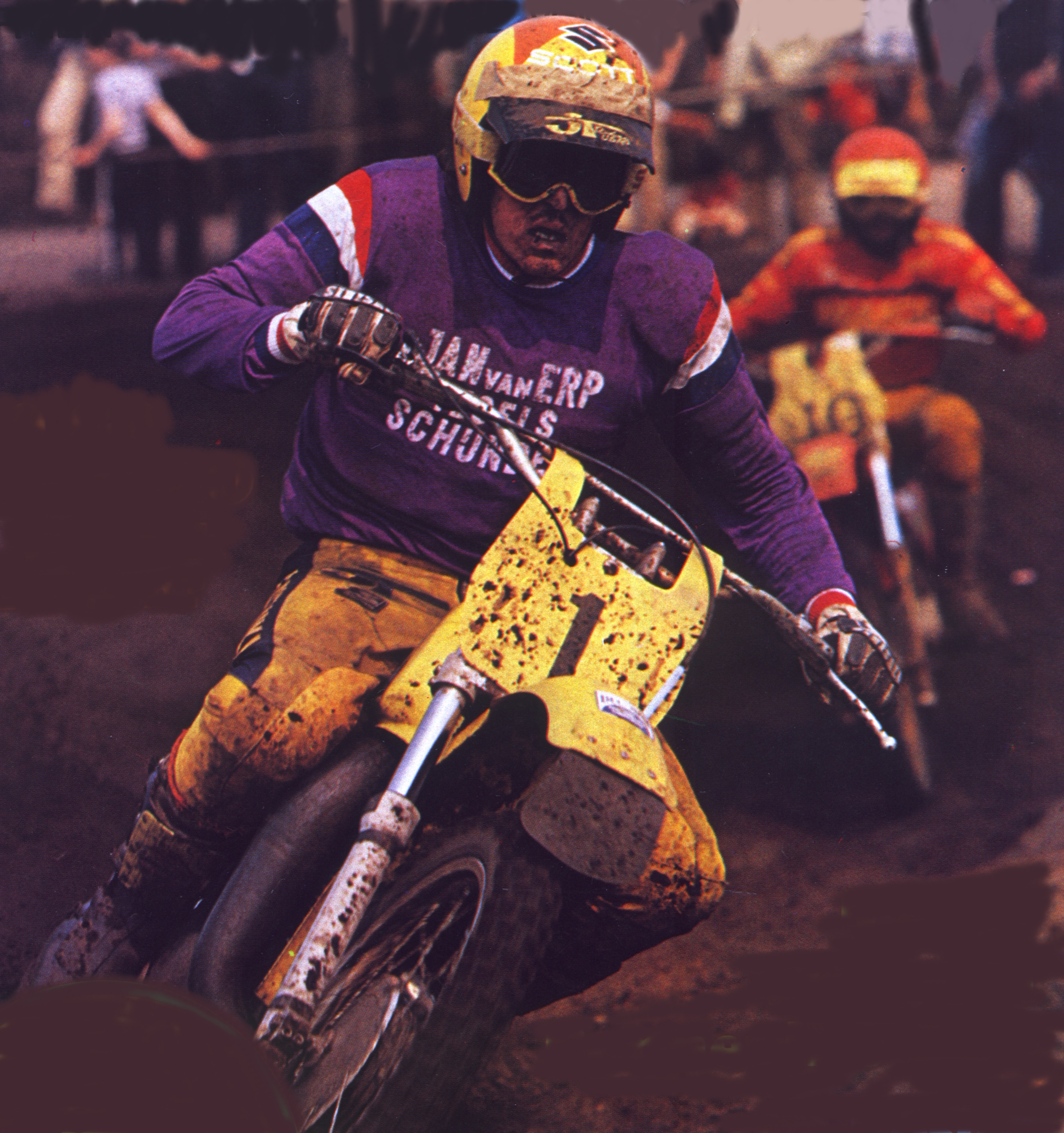
Gerrit Wolsink al GP dels Països Baixos de 1979

Anteriorment conegut com a Campionat d'Europa, l'any 1957 s'inaugurà el nou format mundial per aquest campionat. Inicialment comptava amb una única categoria composta per motocicletes de 500 centímetres cúbics. L'any 1962 incorporà la categoria de 250 centímetres cúbics i finalment, l'any 1975, la categoria de 125.
L'any 2004 la FIM modificà les categories "tradicionals" tot substituint-les per 3 categories d'acord amb els avenços tecnològics de les motoritzacions.

#### Categories
| Categoria | Tipus motor     | Cilindrada mínima | Cilindrada màxima |
| --------- | --------------- | ----------------- | ----------------- |
| MX1       | 2 temps 4 temps | 175 290           | 250 450           |
| MX2       | 2 temps 4 temps | 100 175           | 125 250           |
| MX3       | 2 temps 4 temps | 175 290           | 500 650           |

#### Pilots destacats
D'entre els campions de motocròs de tots els temps, n'hi ha que han passat a la història bé per la quantitat de títols guanyats, bé per la seva superioritat esportiva vers els altres rivals. A continuació se'n citen alguns dels principals, dividits entre els històrics (ja retirats) i els que l'any 2009 seguien en actiu en competició internacional.
- Pilots històrics

| Pilot           | Campionats del Món                               | Darrer títol |
| --------------- | ------------------------------------------------ | ------------ |
| Stefan Everts   | 10 (4 x MX1, 2 x 500 cc, 3 x 250 cc, 1 x 125 cc) | 2006         |
| Joël Robert     | 6 (6 x 250 cc)                                   | 1972         |
| Roger De Coster | 5 (5 x 500 cc)                                   | 1976         |
| Georges Jobé    | 5 (3 x 500 cc, 2 x 250 cc)                       | 1992         |
| Eric Geboers    | 5 (2 x 500 cc, 1 x 250 cc, 2 x 125 cc)           | 1990         |
| Harry Everts    | 4 (1 x 250 cc, 3 x 125 cc)                       | 1981         |
| Torsten Hallman | 4 (4 x 250 cc)                                   | 1967         |
| Heikki Mikkola  | 4 (3 x 500 cc, 1 x 250 cc)                       | 1978         |
| Gaston Rahier   | 3 (3 x 125 cc)                                   | 1977         |
| Bengt Åberg     | 2 (2 x 500 cc)                                   | 1970         |
| Jeff Smith      | 2 (2 x 500 cc)                                   | 1965         |
| Rolf Tibblin    | 2 (2 x 500 cc)                                   | 1963         |

- Pilots en actiu

A 1 de gener de 2016
| Pilot              | Campionats del Món        |
| ------------------ | ------------------------- |
| Antonio Cairoli    | 8 (6 x MX1/MXGP, 2 x MX2) |
| Marvin Musquin     | 2 (2 x MX2)               |
| Jeffrey Herlings   | 2 (2 x MX2)               |
| David Philippaerts | 1 (MX1)                   |
| Tyla Rattray       | 1 (MX2)                   |

### Motocròs de les Nacions
Se celebra anualment, essent un dels principals esdeveniments de la temporada. Normalment se celebra un cop acabades les temporades del campionat Mundial i Americà. La prova fou coneguda oficialment com a Motocross des Nations fins al 2003, que va passar a dir-se Motocross of Nations.
La prova té format de "seleccions nacionals", cada país competeix amb tres participants dins cada categoria: 250 cc, 450 cc i Open donat un total de 9 participants per país. L'esdeveniment se celebra des de l'any 1947 i cada any canvia el país organitzador.

### Altres categories i campionats FIM
La Federació Internacional també organitza altres campionats paral·lels al campionat mundial. Així la FIM també organitza el Campionat Mundial de Motocròs Femení, el Júnior, de veterans i el de motocròs amb sidecar.

#### Campionat del món de Motocròs Femení
Campionat del món per a dones d'entre 15 a 50 anys que es competeix en la categoria MX2.

#### Campionat del món de Motocròs Júnior
Aquest campionat es competeix en les categories de 85cc i 125cc (l'any 2010, s'incorporarà una nova categoria de 65cc).
| Categoria | Edat         |
| --------- | ------------ |
| 65cc      | 10 a 12 anys |
| 85cc      | 12 a 15 anys |
| 125cc     | 15 a 18 anys |

#### Campionat del món de Motocròs Veterans
Aquest campionat es corre en les mateixes categories que el campionat mundial, la limitació radica en l'edat dels participants, ja que aquesta he d'ésser d'entre els 40 i els 55 anys.

#### Campionat del món de Sidecarcross
Aquest campionat es corre amb motocicletes de Classe B1 i B2 de categoria I; Per a vehicles de dos temps amb cilindrada entre 350cc fins a 750cc, per a vehicles de 4 temps el límit de cilindrada se situa als 1000 cc.

### Campionat AMA
El Campionat AMA de Motocròs és el campionat dels Estats Units de motocròs organitzat per l'American Motorcyclist Association (AMA). Consta de 12 curses (totes en territori dels estats units). Cada cursa es divideix en dues mànegues de 30 minuts més dues voltes cada una i es competeix en les categories de "250cc" i "450cc". A causa de la popularitat d'aquest als Estats Units, els patrocinadors hi són molt presents i els pilots tenen ingressos superiors als dels participants en el Campionat del Món de motocròs.

### Torneig Trans-AMA
Durant els anys 70 se celebrà als EUA el campionat de la Trans-AMA, que enfrontava els millors pilots nord-americans amb els campions europeus.

### Galeria d'imatges de curses

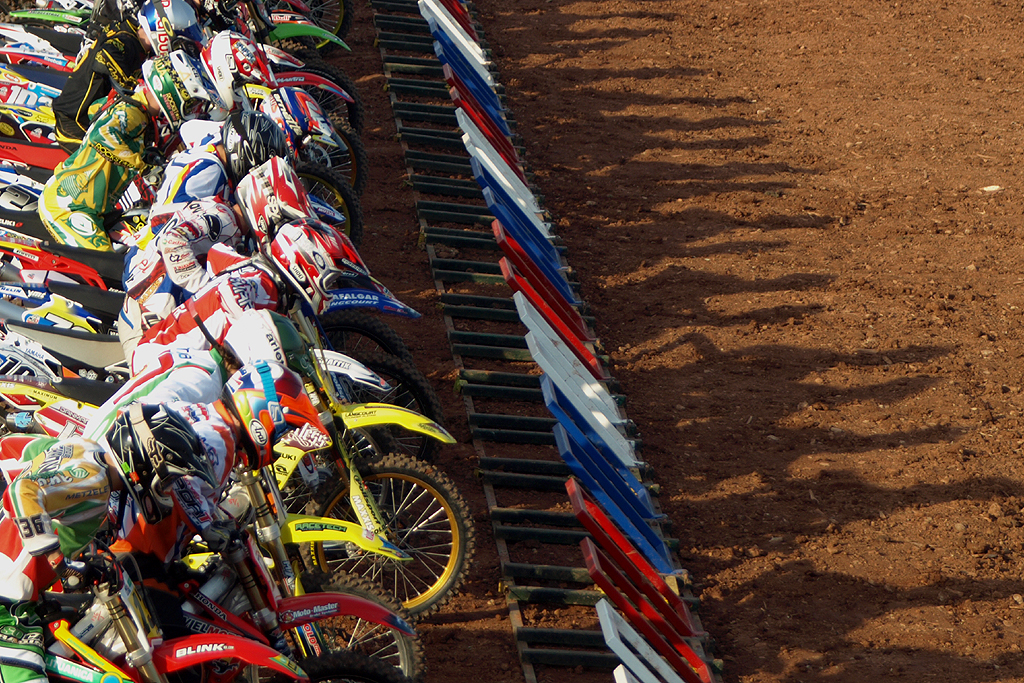
Moment de la sortida
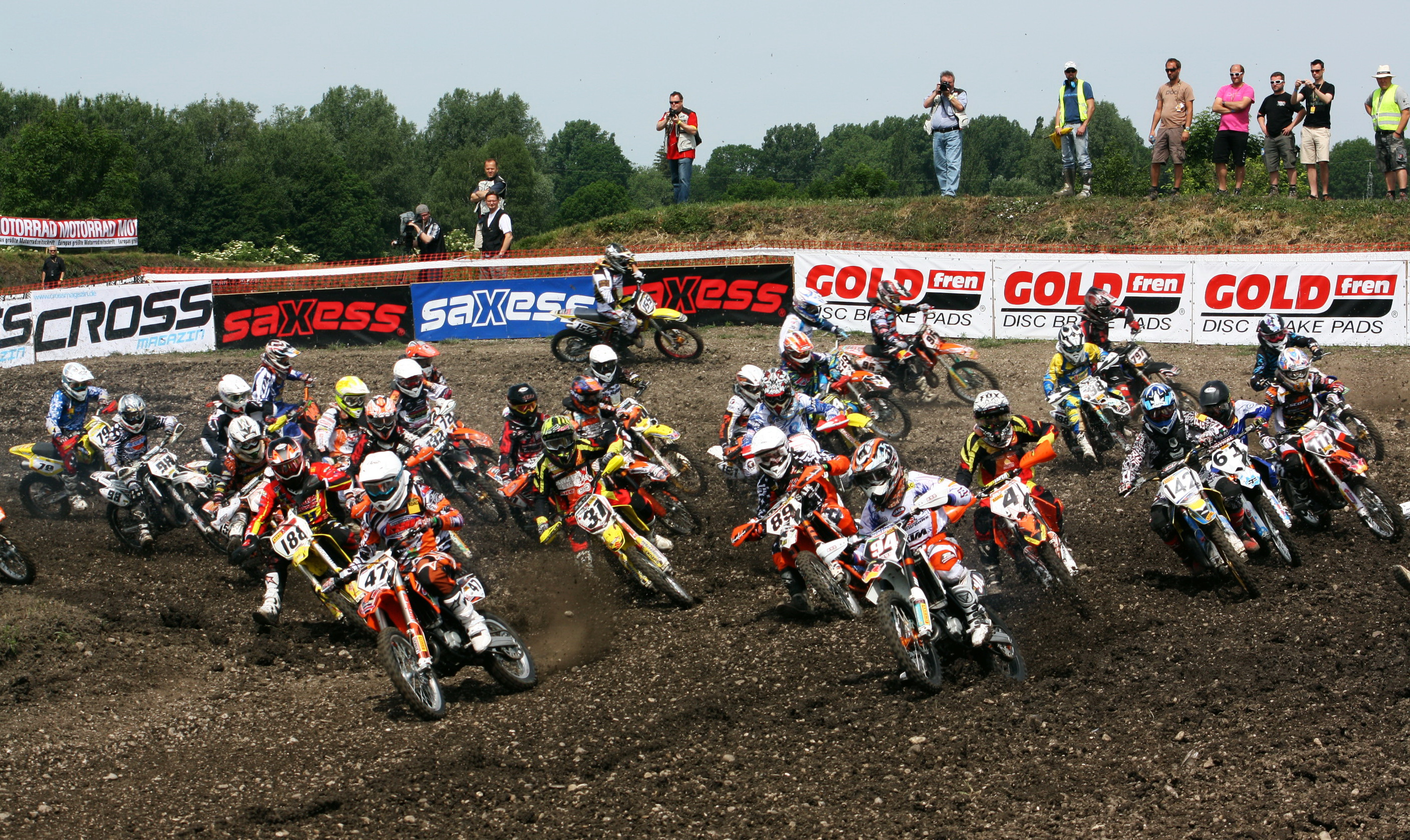
Primer revolt d'una cursa
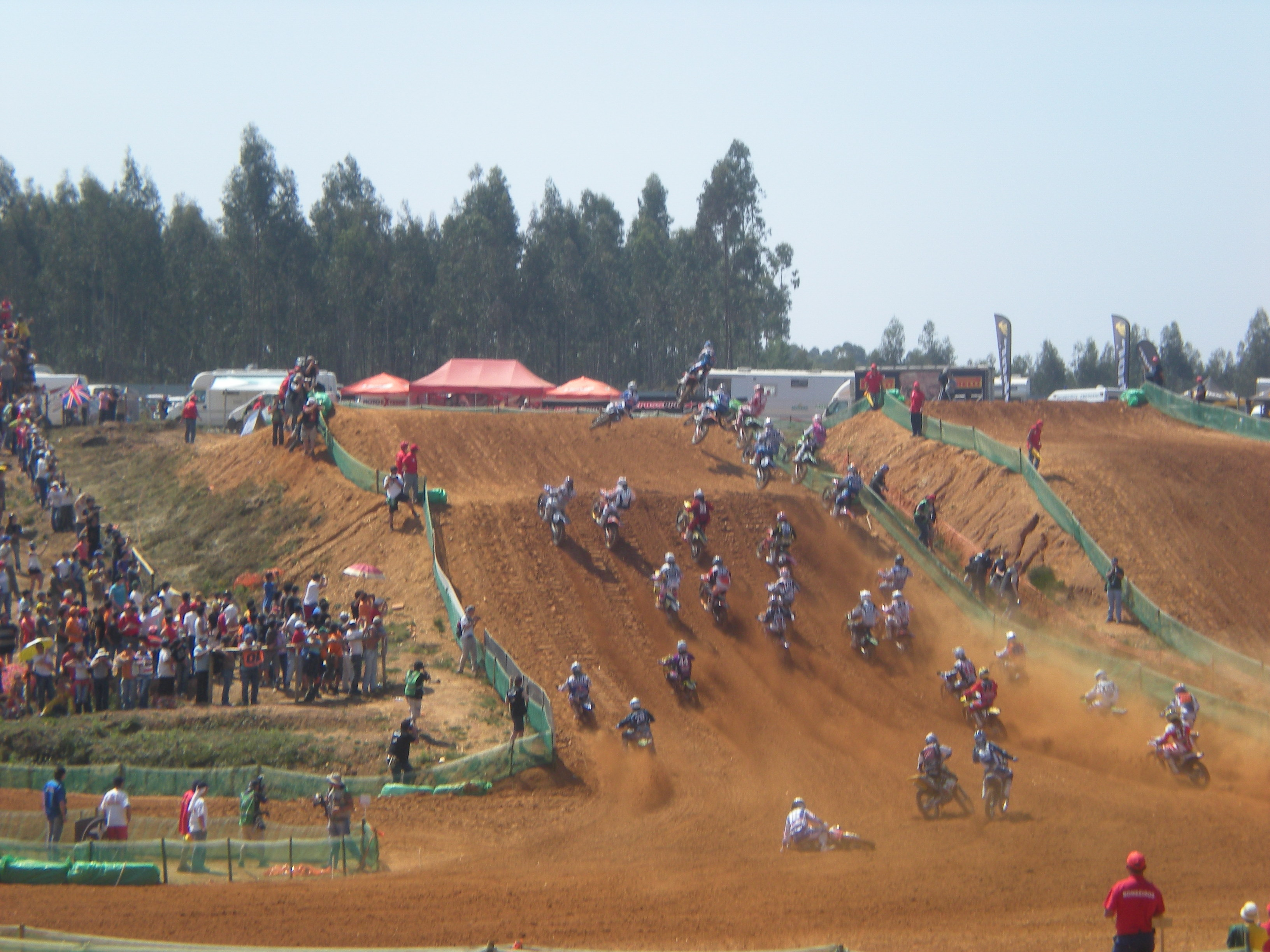
Primer salt després de la sortida
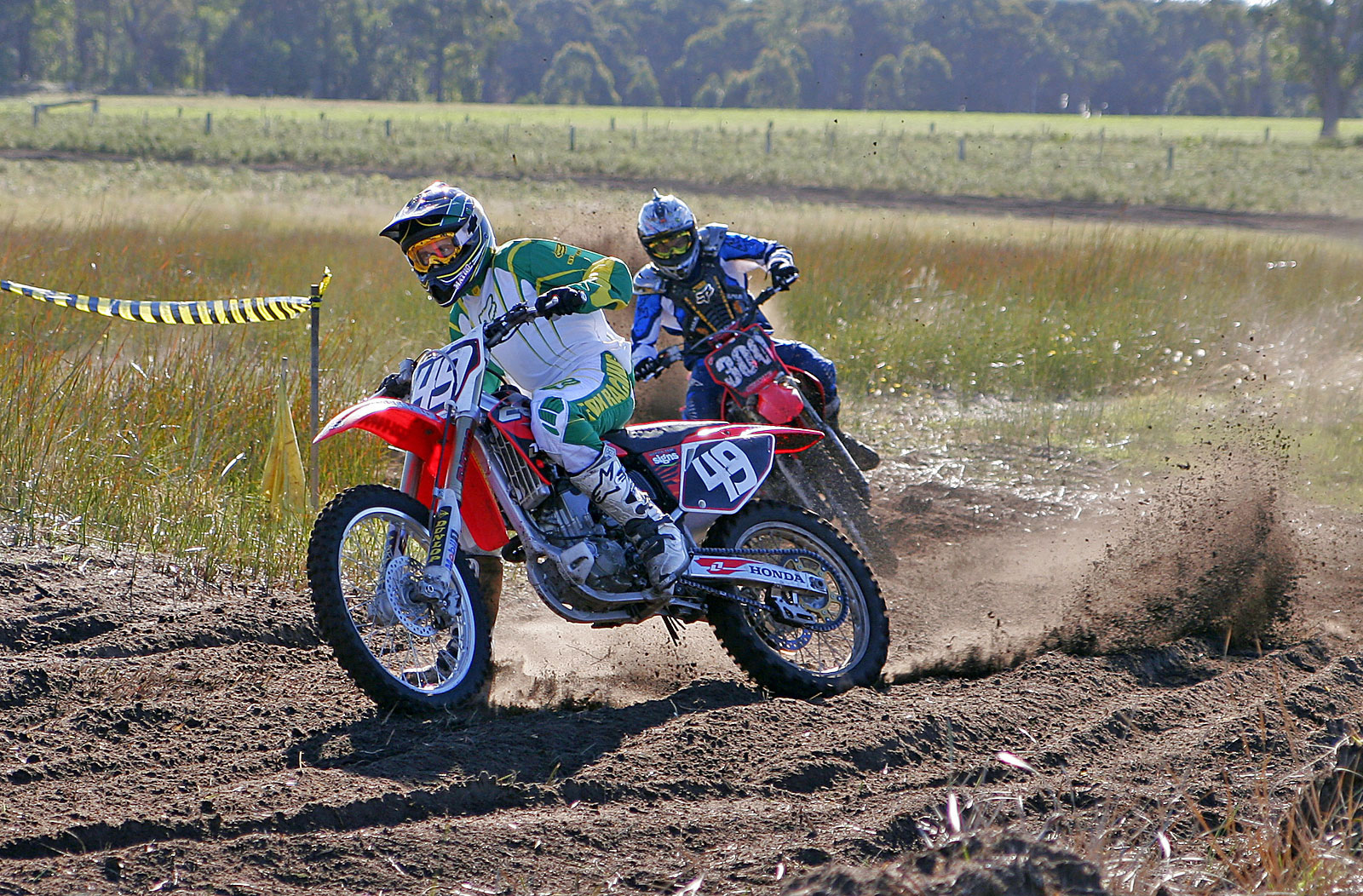
Dos pilots en un revolt
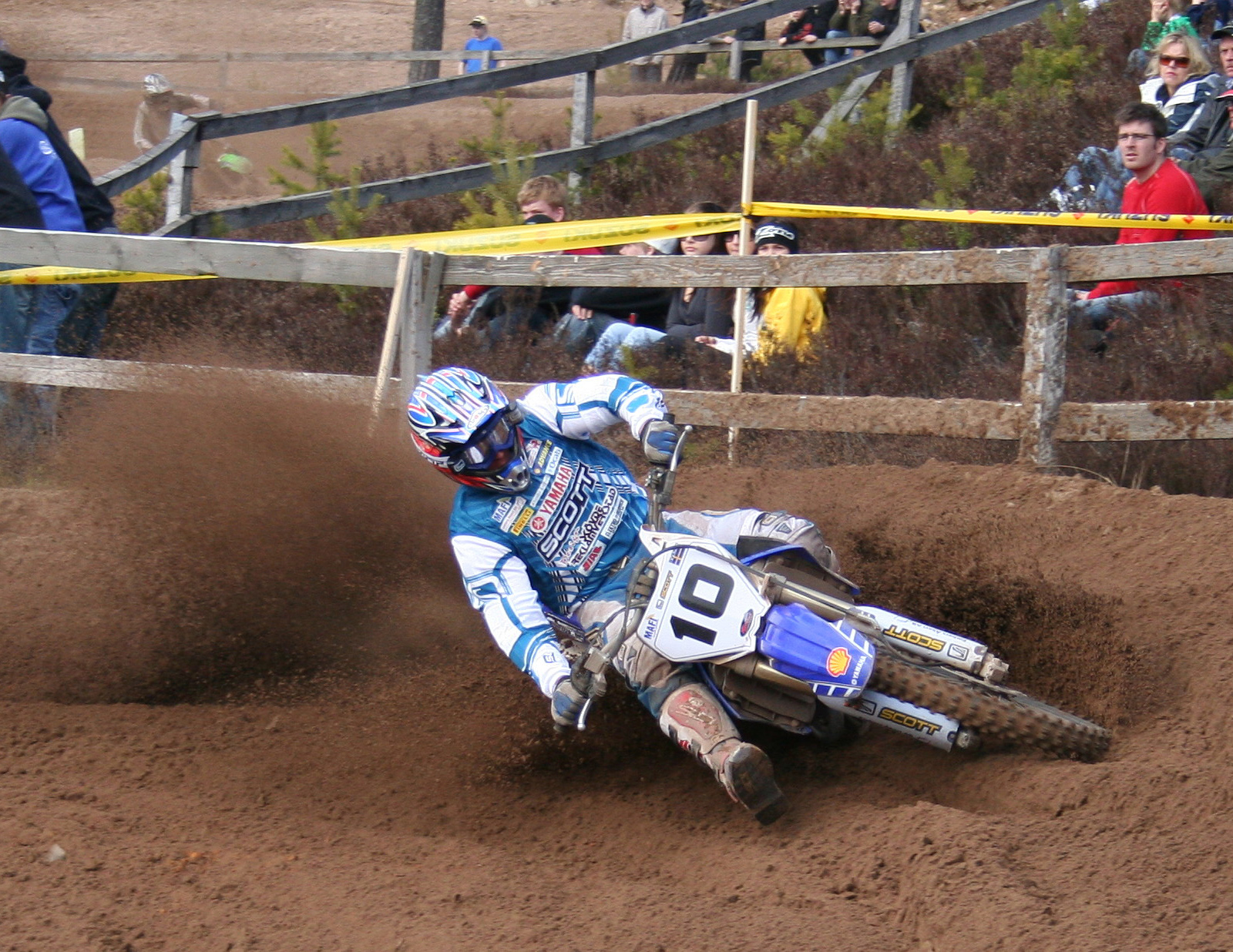
Derrapatge controlat en un revolt

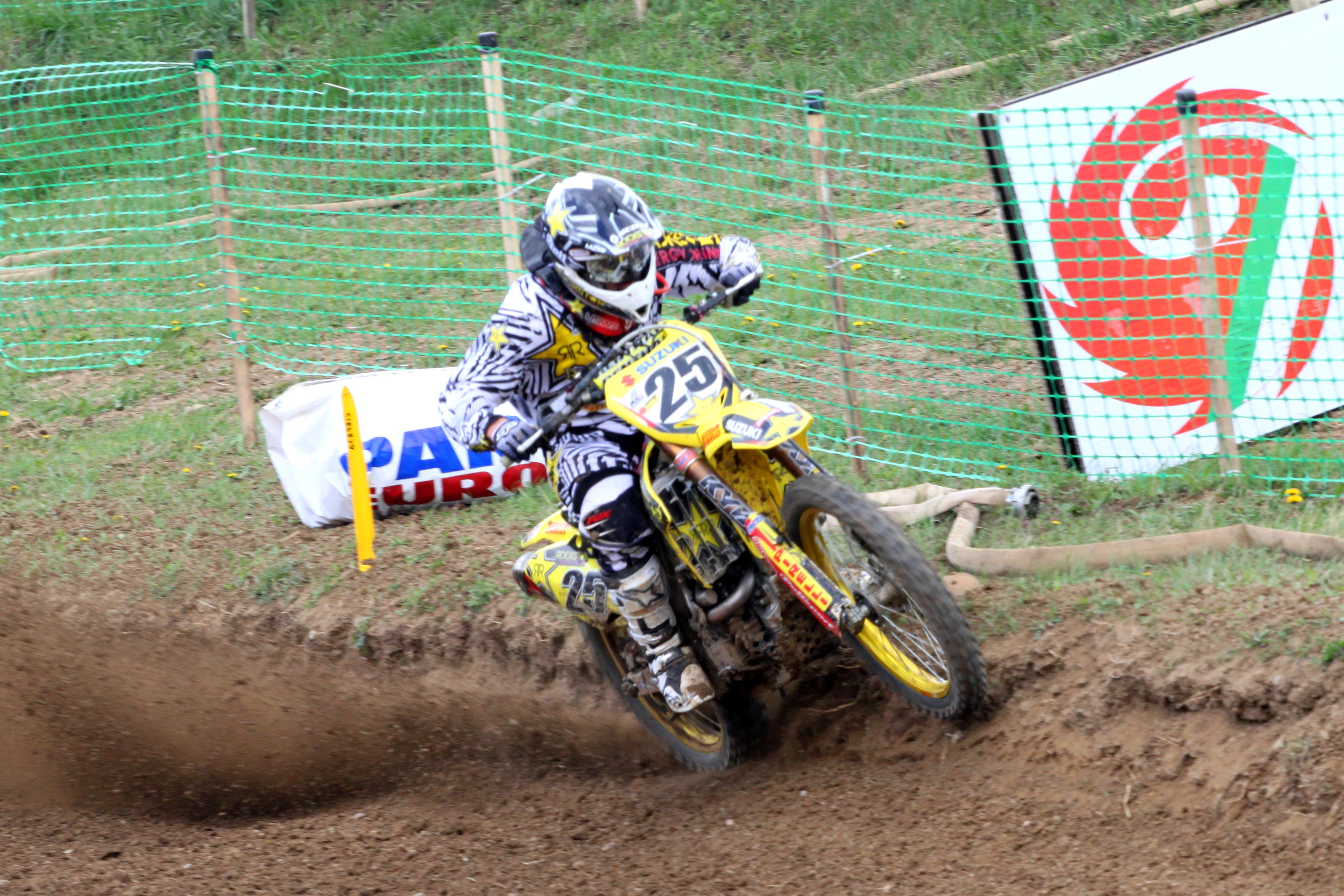
Pilot sortint d'un revolt
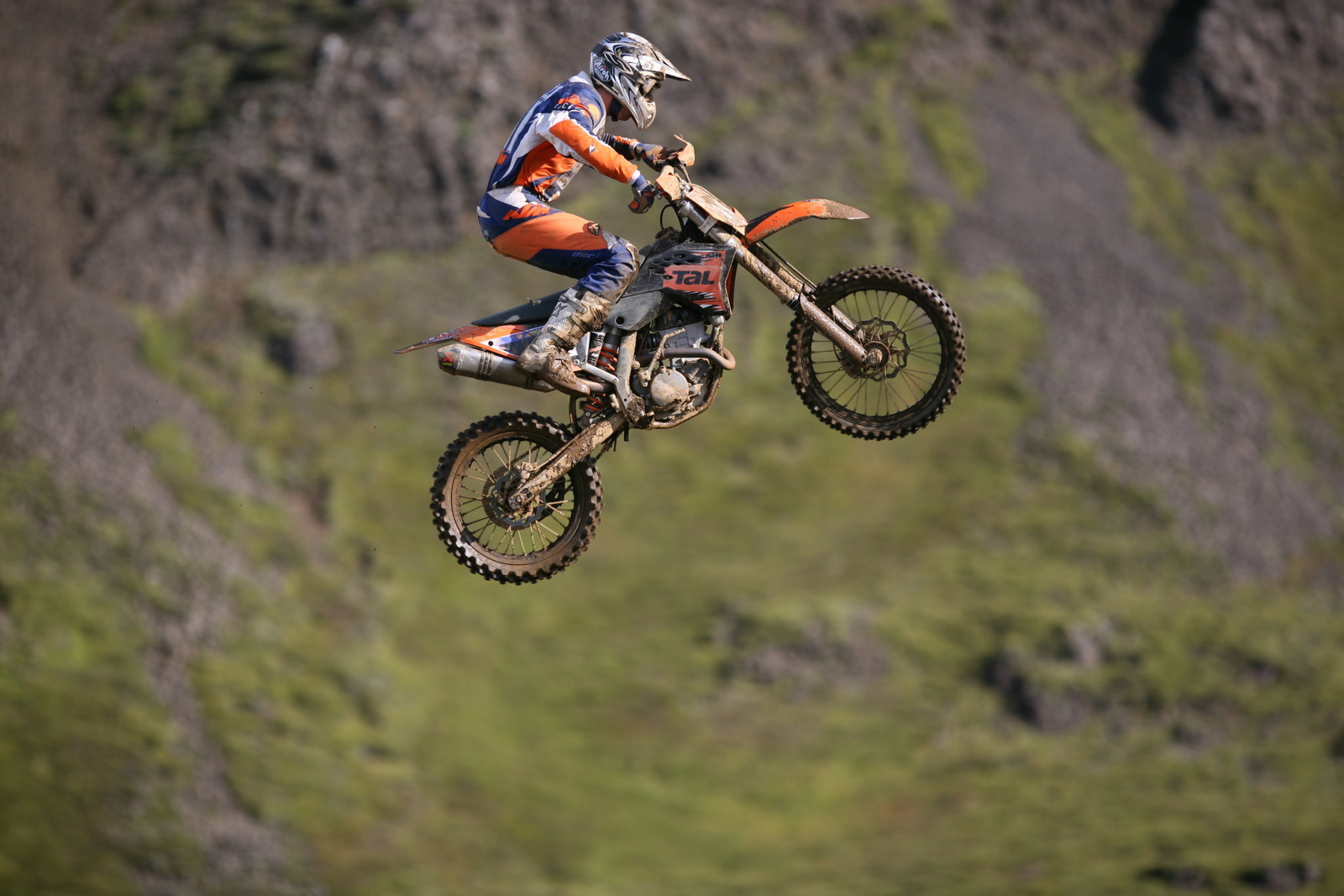
Un pilot saltant
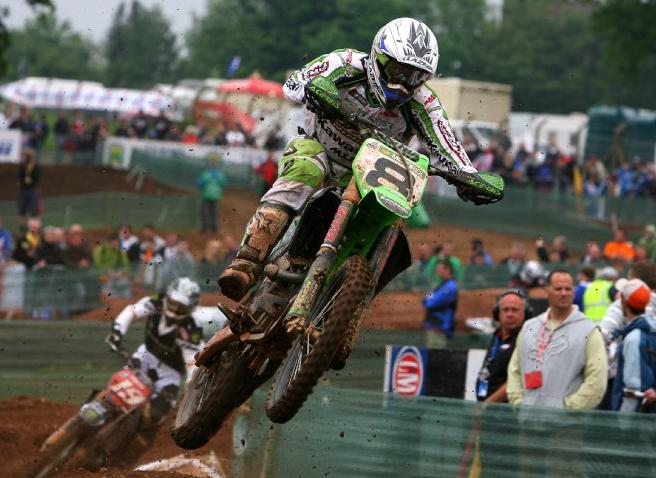
Pilot saltant empaitat per un altre
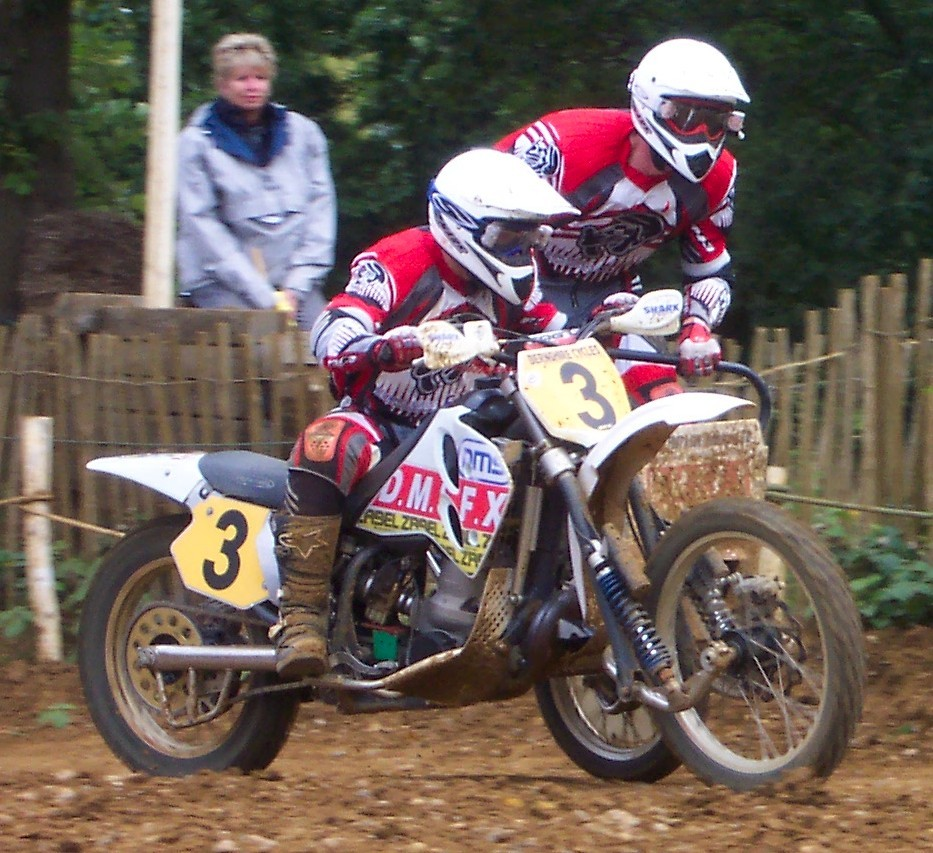
Cursa de Sidecarcross
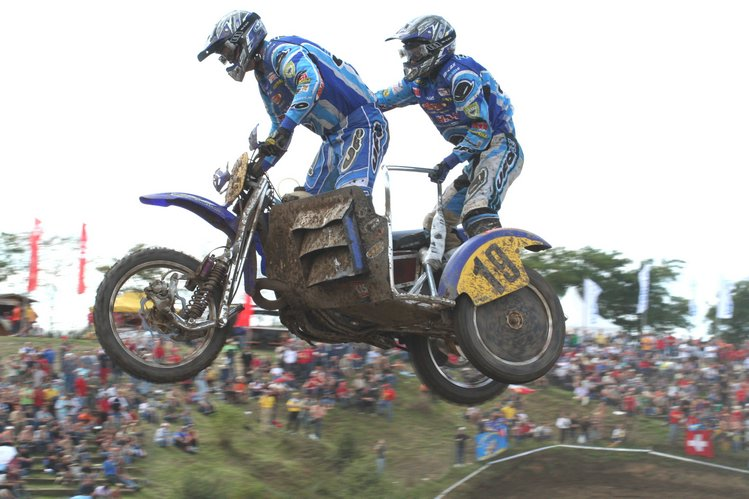
Salt d'un sidecar

## Motocròs femení
Sorgit als Estats Units a mitan dècada del 1970, el motocròs femení és una de les modalitats del motocròs més prominent entre les dones en molts països i gaudeix d'un seguiment de públic i mediàtic important. Del 2009 al 2018, les curses femenines van formar part del calendari del campionat AMA de motocròs. A més, la FIM n'organitza un campionat del món conegut com a WMX (de Women's Motocross), se'n celebren nombrosos campionats nacionals arreu del món i hi ha diverses competicions de prestigi que disposen de categoria femenina, com ara els X Games i el Motocròs de les Nacions Europees (WMXoEN).

## Història del motocròs als Països Catalans

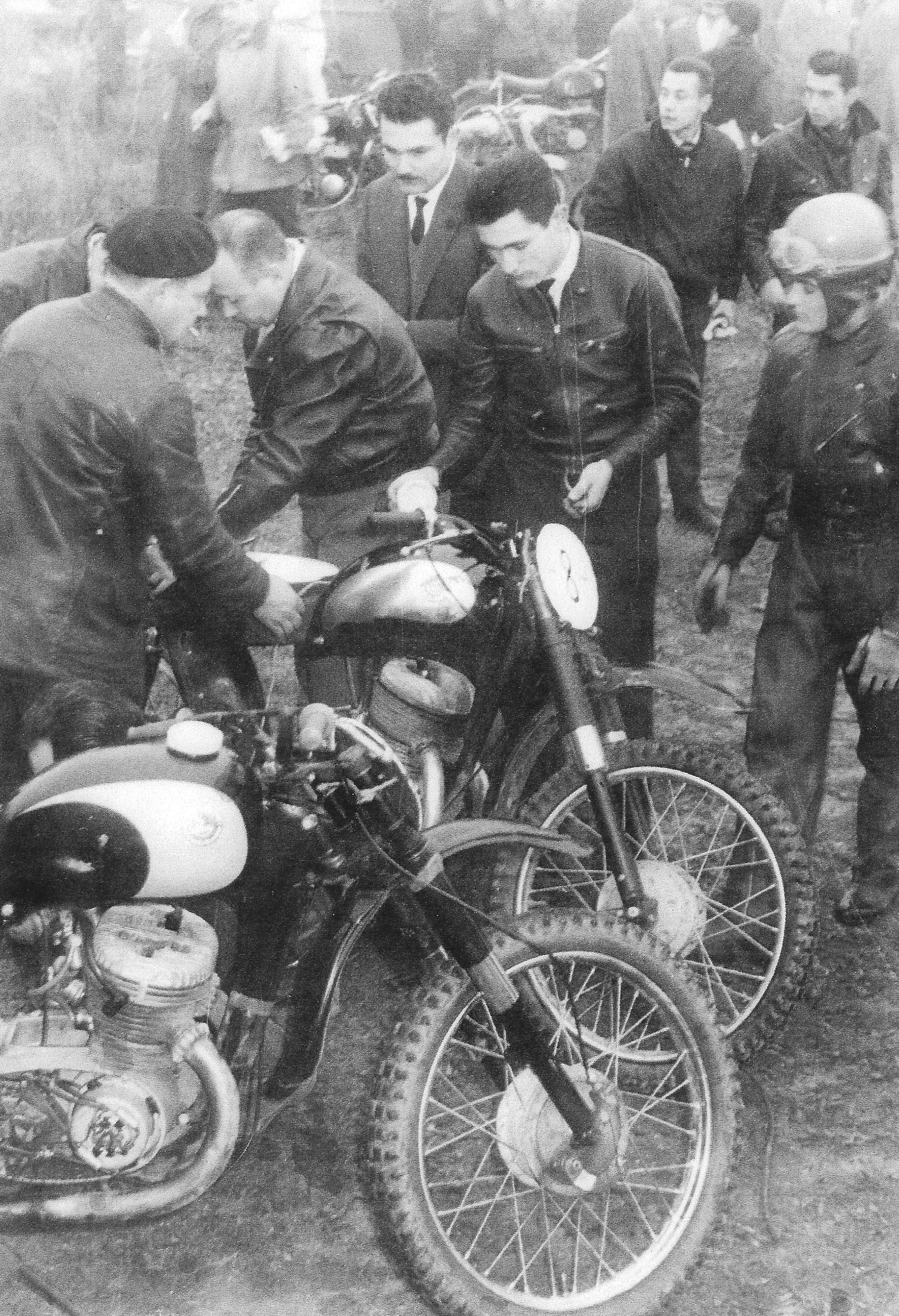
Pere Pi i Toni Palau amb les Derbi el 1959

La primera cursa de motocròs mai celebrada als Països Catalans es va córrer el 1949 a la Catalunya Nord, concretament al circuit de Les Coves de Perpinyà. Pocs anys més tard, aquesta disciplina es va escampar a altres zones de Catalunya, on aviat es feu popular sobretot a Manresa i Vic, i des d'allà a la resta de la península Ibèrica al cap d'un temps. A la capital d'Osona, el 26 de desembre de 1953 el Moto Club Vic hi organitzà un Motocròs social pels voltants del Castell d'en Planes que aplegà un públic nombrós. Aquesta prova se celebrà anualment d'ençà d'aleshores durant un grapat d'anys i fou coneguda popularment com al Motocròs del Fang, per l'abundància d'aquest element pel circuit que calia recórrer. En aquella època les curses eren ben diferents de les actuals, ja que els corredors sortien d'un en un a intervals d'un minut i havien de recórrer circuits amb tota mena d'entrebancs, com ara roques, guals, terrenys glaçats o molt enfangats, escalinates, corriols, etc.
Per tal de promocionar el motocròs, Derbi contractà dos especialistes nord-catalans, de cognoms Coll i Marí, amb la missió de fer exhibicions pel Principat i arran d'això es construí a Granollers el primer circuit específic per a la pràctica d'aquesta disciplina.
Els pioners catalans del motocròs foren Jaume Vilaplana, Carles Giró, Joan Soler Bultó, Oriol Puig Bultó, Josep Antoni Maseras, els germans Elizalde, els Bertrand... i el més famós de tots a l'època: Pere Pi, qui debutà el 1956 en una cursa a Martorelles amb una Derbi. Les motos que feien servir eren sobretot Derbi, OSSA i Montesa de carretera amb pneumàtics de cross i quatre retocs més. Les primeres Bultaco aparegueren a partir de 1958, un cop Francesc Xavier Bultó hagué creat la nova empresa després d'abandonar Montesa.
Al cap d'uns anys el motocròs s'anà escampant per la península, bàsicament pel País Basc i Castella, fins que el 1958 la RFME (presidida pel català Marià Cugueró), convocà el I Campionat d'Espanya de motocròs per a 1959, en les categories de 250 cc i "superiors".

### Curses internacionals

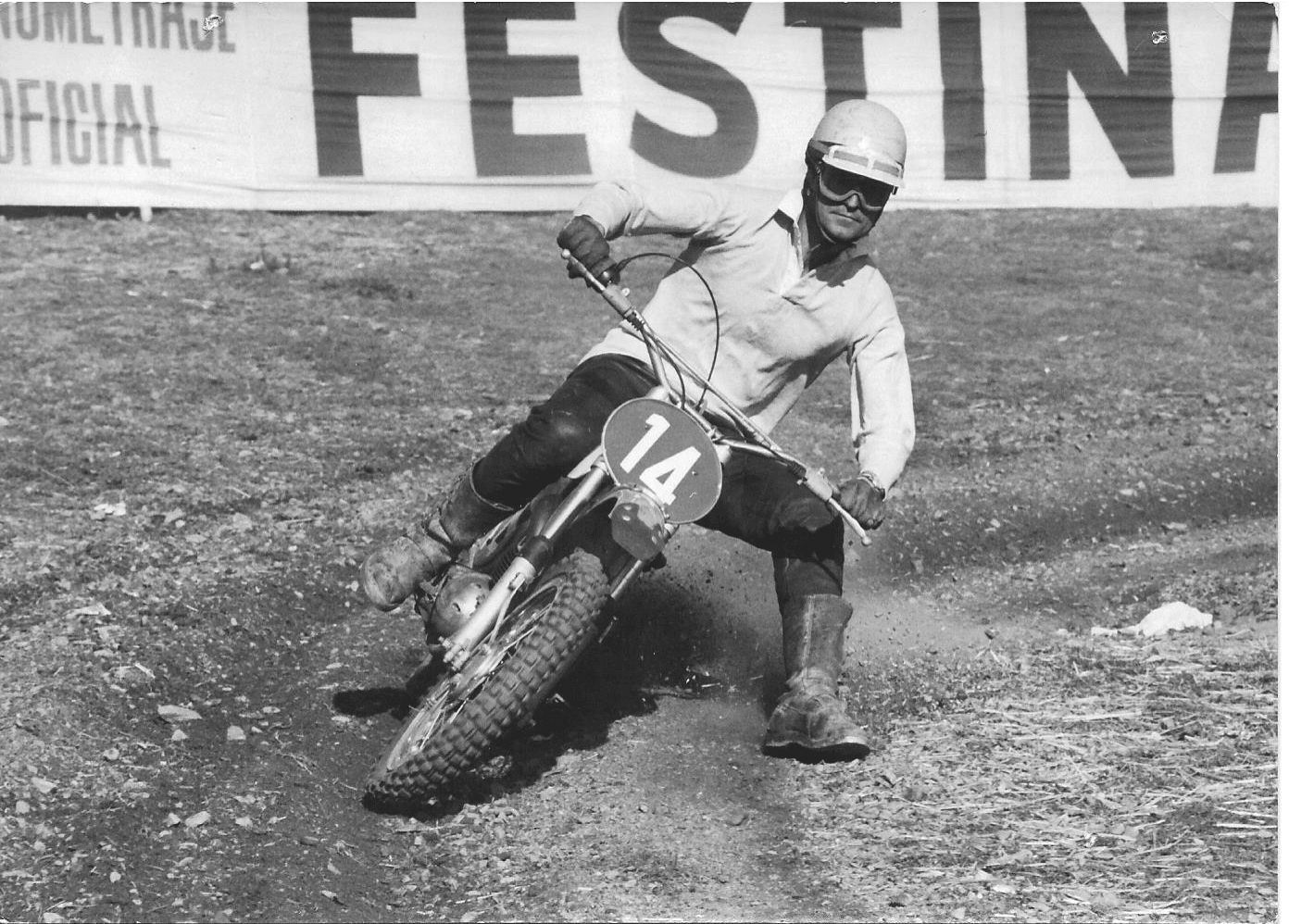
Oriol Puig Bultó amb la Bultaco al circuit de Santa Rosa el 1966

El 1960 es disputà als terrenys d'un antic camp de golf de Pedralbes, avui Zona Universitària, el I Motocròs Internacional de Barcelona, que es repetí anualment fins que el 1962 obtingué la categoria de Gran Premi puntuable per al Campionat del Món de 250 cc amb el nom de Gran Premi d'Espanya de motocròs. D'ençà de 1964, la prova fou organitzada per la Penya Motorista 10 x Hora ininterrompudament fins al 1983, canviant d'emplaçament a mesura que es consolidava: El 1964 es traslladà a Santa Coloma de Gramenet, estrenant davant 20.000 espectadors el Circuit de Santa Rosa (en terrenys de l'actual barri de Santa Rosa) i el 1968 es tornà a desplaçar, aquest cop al nou circuit construït en terrenys de la Mancomunitat Sabadell-Terrassa, que aviat es feu famós amb el nom de Circuit del Vallès. El darrer Gran Premi internacional que acollí aquell circuit fou el de sidecarcross de 1984, puntuable per al Campionat del Món.
Després de passar per Montgai el 1985, el Gran Premi de 250 cc s'estigué uns anys per terres castellanes (tret del 1988, en què es feu a l'Illa d'Eivissa) fins que tornà a Catalunya el 2001, aquest cop al nou Circuit de Motocròs de Catalunya de Bellpuig (també conegut com a Circuit de Montperler) conjuntament amb les altres dues cilindrades (125 i 500 cc). Aquesta prova rebé el nom de Gran Premi de Catalunya a partir de l'edició de 2009.
A banda, durant anys es disputà també el Gran Premi d'Espanya de 125 cc al Circuit del Cluet de Montgai, de 2.000 m i traçat exigent. En aquest circuit el Moto Club Segre hi organitzava d'ençà de 1966 una cursa que el 1971 ja era internacional i el 1973 passà a puntuar per al I Campionat d'Europa de motocròs de 125 cc, esdevingut mundial el 1975. Després de disputar-s'hi ininterrompudament fins al 1986, el Gran Premi abandonà aquest circuit i no tornà a Catalunya fins al 1994, en què es començà a disputar al Circuit de Montplerler, on es consolidà fins que, a partir del 2001, aquest circuit passà a organitzar el Gran Premi de totes tres cilindrades.

### Indústria catalana
A mesura que s'escampava el motocròs, els fabricants catalans anaren evolucionant els seus primitius models fent-los cada cop més aptes. Bultaco fou la primera a posar a la venda un model específic per a aquesta disciplina, la Sherpa S de 1960, disponible a l'estat espanyol en tres cilindrades des de 1962: 100, 125 i 200 cc. Aviat, Montesa millorà l'originari prototipus Brío Cross de 1960 fins a comercialitzar les primeres Impala Cross de 175 i 250 cc. OSSA passà dels inicials prototips amb base de 175 4T i 175 Sport a les primeres Stiletto. Ja a començament dels anys 70 tots tres fabricants disposaven de models altament competitius (Bultaco Pursang, Montesa Cappra i OSSA Phantom) que triomfaven arreu del món en mans de pilots com ara Jim Pomeroy, Bengt Åberg, Harry Everts, Kalevi Vehkonen, Håkan Andersson, Georges Jobé, Håkan Carlqvist o Marty Moates. Derbi s'hi implicaria a fons uns anys més tard, amb Toni Elías com a pilot estrella.

### Dels 70 a l'actualitat

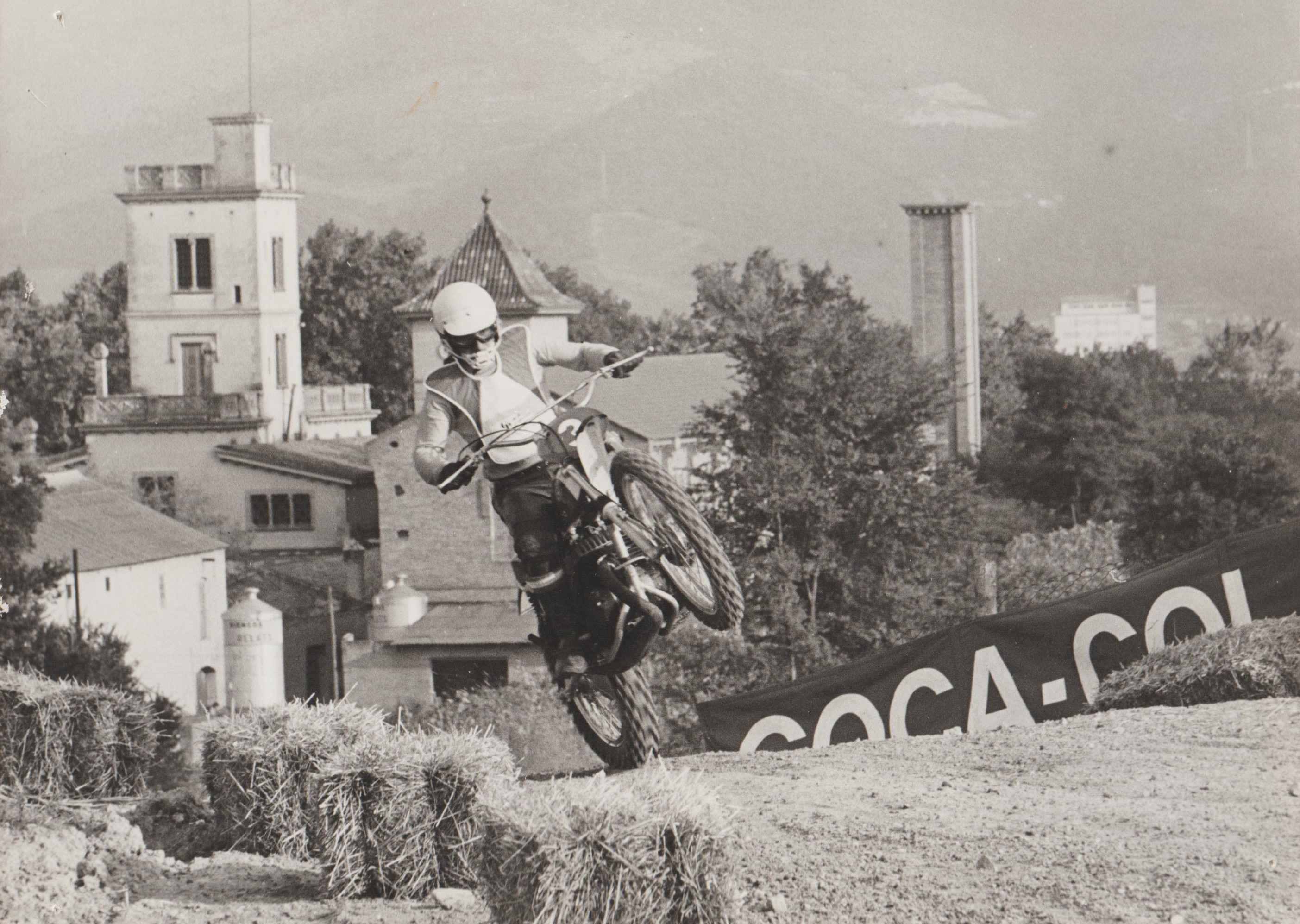
Domingo Gris amb la Pursang a Santa Perpètua de Mogoda el 1973

Durant els 70 el motocròs experimentà un impuls espectacular arreu dels Països Catalans. A banda els Grans Premis s'organitzaven proves internacionals de prestigi (Figueres, Motocròs Ciutat de Manresa, Motocròs d'Esplugues, Oliana) i curses importants arreu del territori: Martorell, Olot, Prats de Lluçanès, Cullera, Alcoi, Ontinyent, Elda, Eivissa... Gairebé a cada comarca hi havia un o més circuits actius (Ciutat Diagonal a Esplugues, La Melva a Elda, Gallecs a Mollet del Vallès, Can Nolla a Premià de Dalt, Tot Cross a Teià, El Toll a Moià, Les Franqueses del Vallès, Sant Celoni...) i a l'estiu hi havia força ajuntaments que programaven un "Motocròs de Festa Major".
El Campionat d'Espanya de l'especialitat seria dominat per pilots catalans i valencians durant dècades, des dels pioners als posteriors José Sánchez, Domingo Gris, Francesc Lancho, Manuel Olivencia... passant per Randy Muñoz, els germans Toni i Jordi Elías o Toni i Jordi Arcarons, fins a arribar a Pablo Colomina i Luis López "Luisake".
Amb la crisi de la indústria catalana de la moto, culminada a mitjan anys 80, el motocròs experimentà un fort declivi als Països Catalans fins a arribar a esdevenir-hi quasi testimonial. Aquest decandiment es veié agreujat per la forta especulació urbanística que començà aleshores, causant de la desaparició de molts circuits i terrenys erms usats fins aleshores per a la pràctica d'aquest esport. Tot i que aquesta situació negativa encara s'arrossega, darrerament hi ha indicis de remuntada, sobretot amb els recents èxits esportius del badaloní Javier García Vico i els del petrerí Álvaro Lozano.